# Équipe d'Afrique du Sud de rugby à XV
« springboks » redirige ici.  Pour l'antilope, voir springbok.
Vous lisez un « article de qualité » labellisé en 2007.  Il fait partie d'un « bon thème ».
Cet article traite de l'équipe masculine. Pour l'équipe féminine, voir Équipe d'Afrique du Sud féminine de rugby à XV.
L'équipe d'Afrique du Sud de rugby à XV est l'équipe qui représente l'Afrique du Sud dans les principales compétitions internationales de rugby à XV.
En raison de son palmarès, elle est considérée comme l’une des meilleures sélections nationales au monde. Elle est en effet la seule équipe nationale à être quadruple championne du monde. Les Springboks ont occupé à plusieurs reprises la première place au classement des équipes nationales de rugby.
Elle porte le surnom de Springboks (ou Springbokke en afrikaans et Amabokoboko en zoulou), du nom des gazelles d'Afrique méridionale, et dispute chaque année le Rugby Championship contre les équipes de Nouvelle-Zélande, d’Australie ainsi que d'Argentine depuis 2012. Elle effectue aussi régulièrement des tournées pour se confronter aux équipes européennes qu'elle affronte tous les quatre ans lors de la Coupe du monde de rugby.
Rivale séculaire des All Blacks, l'équipe néo-zélandaise, la sélection sud-africaine a souffert de son isolement. Longtemps mise à l'index en raison de la politique d'apartheid, l'équipe d'Afrique du Sud n'a pas attendu longtemps pour retrouver son rang dans la hiérarchie mondiale. Les Springboks enlèvent en effet le titre de champion du monde à domicile en 1995 contre les All Blacks pour leur première participation à la Coupe du monde de rugby. Ils obtiennent trois nouveaux titres : en 2007 en France puis en 2019 au Japon, les deux fois contre l'Angleterre, la dernière étant menée par Siya Kolisi, premier capitaine noir de la sélection avec qui les Springboks conservent leur titre en 2023 face à la Nouvelle-Zélande.

## Historique

### Introduction du rugby en Afrique du Sud
Le rugby est introduit en Afrique du Sud par les Britanniques. Les premiers joueurs de rugby sont des soldats de la Couronne britannique, présents pour imposer la pax britannica aux Zoulous et surtout aux Boers, installés depuis deux siècles. Un instituteur anglais, Canon George Oglivie, enseigne au Diocesan College du Cap, où il introduit le football, tel qu'il est enseigné au Collège de Winchester, c'est-à-dire le rugby-football. Un premier match oppose en 1862 des militaires à des civils du Cap, tous sont sujets de sa royale Majesté. Le match se conclut sur le score de 0-0.
Le rugby se développe au détriment du football. Des clubs de quartier poussent dans les agglomérations, comme Johannesburg, Le Cap et Pretoria. Le premier club, le Hamilton Rugby and Football Club, naît au Cap en 1875, puis c'est la Western Province Rugby Union en 1883. Le Griqualand West suit en 1886, l'Eastern Province en 1888, et le Transvaal en 1889. Le South African Rugby Board naît en 1889. Les jeunes Boers appréciant ce sport, et pour réunir un effectif suffisant, les clubs se composent de Britanniques et d'Afrikaners. Le rugby accueille deux communautés, qui ne s'apprécient pas, car la seconde guerre des Boers (1899-1902) a laissé des traces.
Le rugby y gagne en popularité, il est même pratiqué par les prisonniers de guerre, qui peuvent ainsi se changer les idées. La légende veut que la guerre soit interrompue en 1902 pour un « match » Angleterre-Afrique du Sud. Mais, selon l'historien du rugby Paul Dobson, le cessez-le-feu ne s'est jamais réellement matérialisé, car un groupe de Boers, les descendants des premiers colons européens d'origine néerlandaise, « ont, dans la nuit, pris en embuscade des militaires anglais et en ont tué quelques-uns».

### Premières compétitions internationales

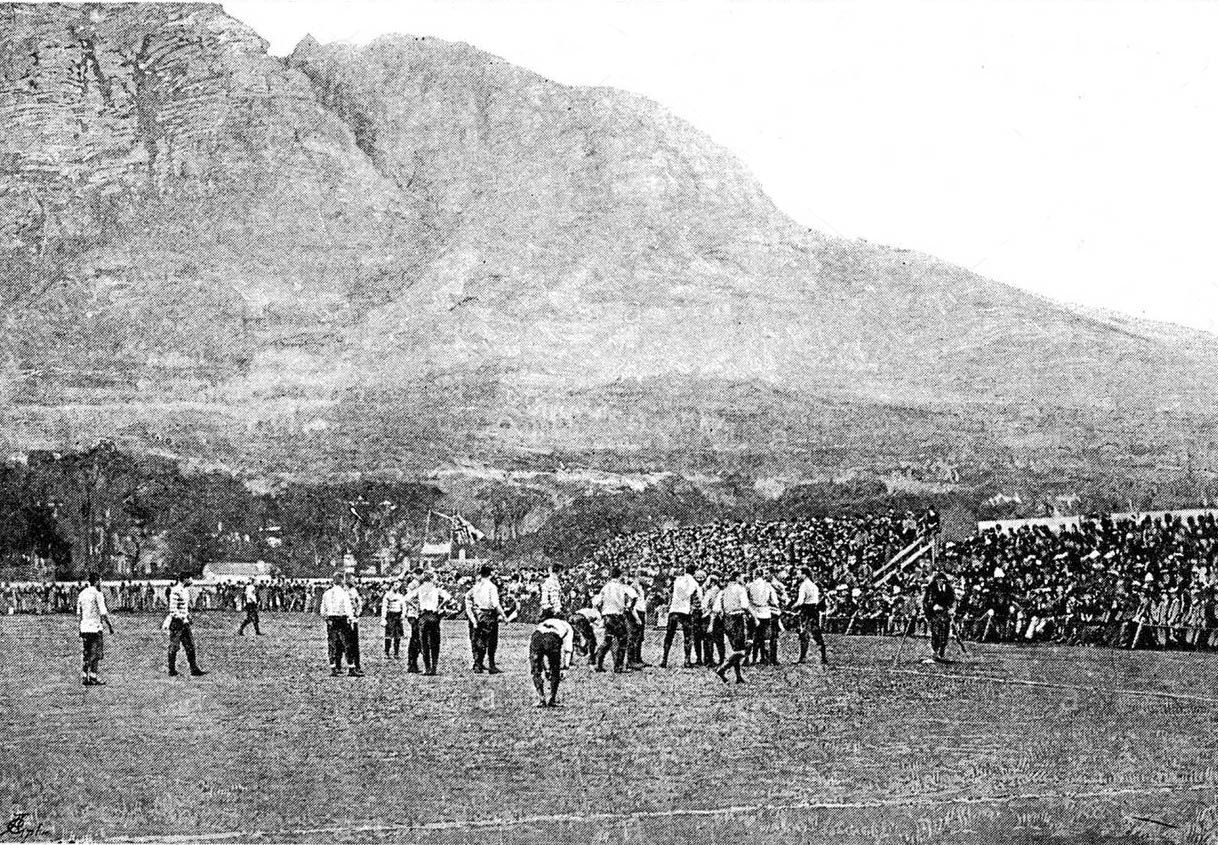
Lions britanniques - Colonie du Cap, en 1891, première rencontre de la tournée.

La première tournée des Lions britanniques en Afrique du Sud a lieu en 1891 ; son déplacement est financé par Cecil Rhodes, le Premier ministre de la colonie du Cap et par Paul Kruger, le président de la république du Transvaal. Ce sont les premiers matchs représentatifs, disputés par les équipes sud-africaines qui apprennent encore le jeu. Les touristes jouent et gagnent un total de vingt parties, ne concédant qu'un seul essai durant toute la tournée. Trois matchs disputés contre des équipes régionales sont considérés comme des tests, quoique l'« Afrique du Sud » n'existe pas encore comme unité politique en 1891, et se terminent sur des scores serrés : 4-0, 3-0 et 4-0. Un des événements marquants de la tournée est le fait que l'équipe britannique offre la Currie Cup au Griqualand West pour avoir fourni la meilleure opposition. Les Britanniques n'ont battu ces derniers que par 3-0 au Newlands Stadium du Cap.
La tournée suivante des Lions britanniques a lieu en 1896. La série est perdue 3 tests à 1 par la colonie, mais elle voit la première victoire des Sud-Africains contre les Lions britanniques par 5-0 au Newlands Stadium. Les avants sud-africains sont déjà impressionnants.

### Le début de la légende de l'Afrique du Sud

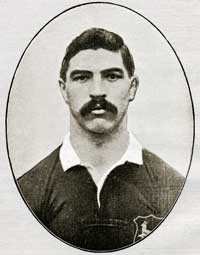
Paul Roos, capitaine en 1906

Après la guerre des Boers, l’équipe d'Afrique du Sud dispute trois test matchs en 1903 contre les Lions britanniques. Le temps des tournées faciles est terminé. Le 12 septembre 1903 l'équipe conduite par Ferdie Aston remporte le troisième test match contre les Lions britanniques 8-0, après deux matchs nuls. Il faudra attendre un demi-siècle, lors de la tournée en Nouvelle-Zélande en 1956, pour que les Sud-Africains perdent une série de test matchs à domicile ou à l'extérieur. Plusieurs Britanniques jouent alors dans l'équipe sud-africaine, l'Écossais Saxon McEwan, l'Irlandais H.H.Ferris et le Gallois J. E. C. Partridge. La tournée a lieu peu de temps après la fin de la guerre entre Boers et Britanniques, plusieurs joueurs sud-africains avaient combattu dans les rangs des Boers. Les 'Lions disputent 22 matchs durant cette tournée, ils remportent 11 victoires, perdent 8 matchs et font 3 matchs nuls.
Les Sud-Africains font une tournée en Grande-Bretagne et en Irlande en 1906. Ils y gagnent un nom, les Springboks et ils marquent l'histoire. Ils perdent contre l'Écosse 6-0 et l'emportent 15-12 contre l'Irlande. Mais surtout ils battent ensuite le pays de Galles 11-0 à Swansea, le pays de Galles en plein premier « Âge d'or ». Les Gallois, invaincus en 1905, viennent de battre les All Blacks, et sont la seule équipe à parvenir à battre les Originals à Cardiff, par 3-0. Les Sud-Africains font match nul 3-3 contre l'Angleterre,,. Au cours de cette tournée, les Sud-Africains disputent 28 matchs, ils remportent 25 victoires, ne perdent que deux matchs et font un match nul. La réussite de cette tournée a permis de rapprocher les Boers et les Britanniques, quatre ans seulement après la fin de leur conflit.

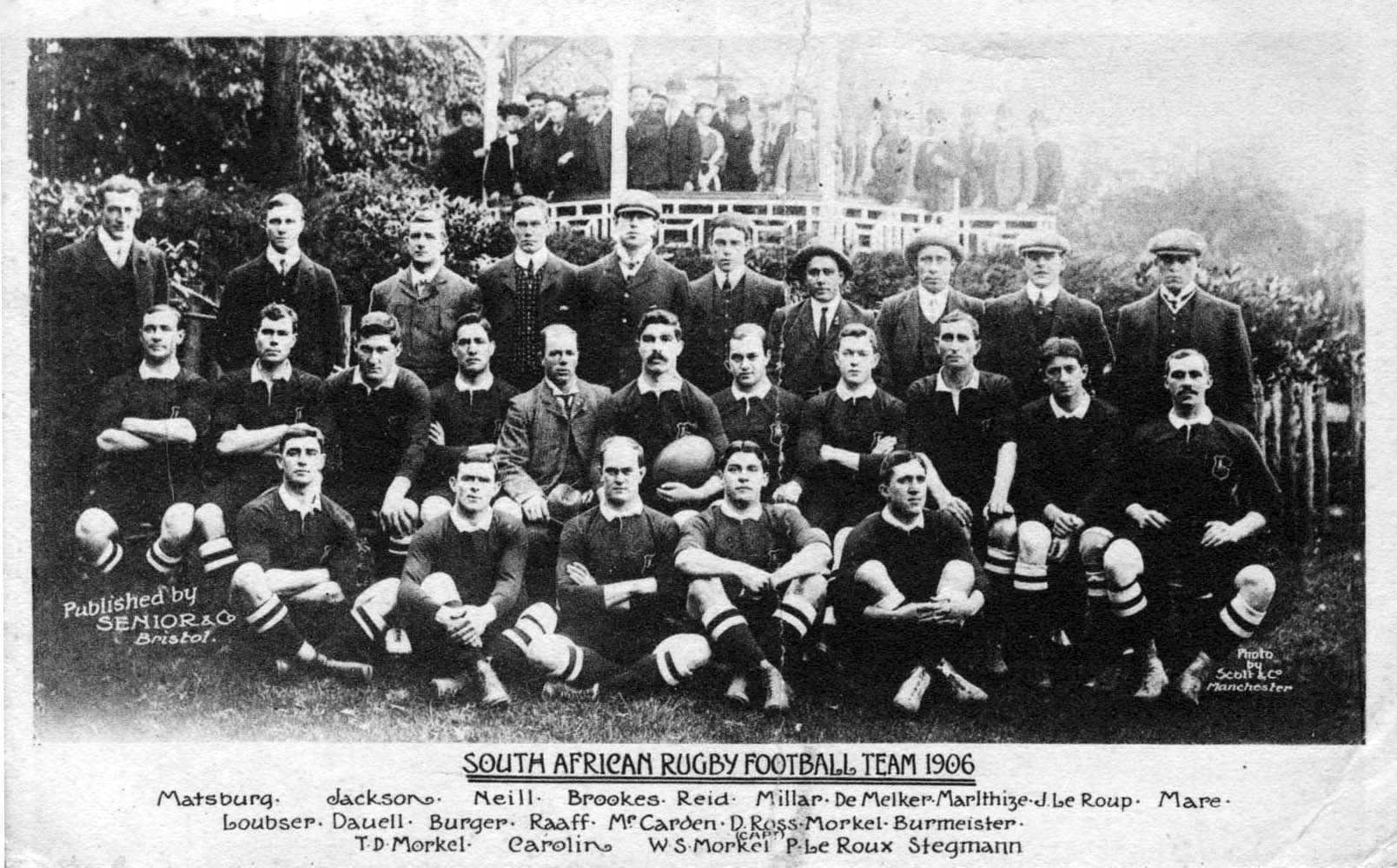
Springboks en 1906.

Le dernier match non officiel de la tournée donne lieu à une large victoire des Springboks par 54 - 6 sur une sélection de Paris à Paris, avec 13 essais à leur actif. La sélection parisienne est représentée par les deux clubs parisiens : le Stade français et le Racing club de France, car l'équipe officielle joue le surlendemain contre l'Angleterre. Ces matchs se déroulent quatre ans seulement après la seconde guerre des Boers qui a divisé le pays opposant les « Afrikaners » aux « Coloniaux britanniques ». Les Springboks rassemblent les deux parties autour d'un maillot et d'une cause : battre les équipes de rugby à XV britanniques et irlandaise.
L'équipe d'Afrique du Sud de rugby à XV dispute la tête du rugby mondial aux All Blacks, aucune nation ne pourra les battre dans une série de test matchs pendant cinquante ans.
En 1910, les Lions se déplacent en Afrique du Sud. Deux victoires et une défaite permettent aux Springboks de remporter la série.
Avant une interruption due à la Première Guerre mondiale les Springboks font une tournée en Grande-Bretagne, en Irlande et en France en 1912-1913. Les Springboks rentrent dans l’histoire : ils l’emportent sur l'Écosse 16-0, l’Irlande 38-0, le pays de Galles 3-0 ; ils battent ensuite l’Angleterre 9-3 et la France au Bouscat 38-5. C'est leur premier grand chelem.

### La meilleure nation du rugby à XV (1919-1939)
La rivalité entre les Springboks et les All Blacks commence en 1921 à l'occasion d'une tournée des Springboks en Nouvelle-Zélande. Cette première confrontation se conclut sur une égalité entre les deux équipes (une victoire, une défaite et un match nul). La rivalité entre All Blacks et Springboks se poursuit aujourd’hui avec les deux rencontres annuelles du Rugby Championship. À noter qu'après cette tournée, les Springboks refusent de jouer contre des Māori pendant 35 ans, jusqu'à une autre tournée effectuée en 1956, et que la fédération néo-zélandaise a ainsi longtemps accepté les exigences de la fédération sud-africaine.
En 1924 les Lions britanniques reviennent en Afrique du Sud, trois victoires et un nul consacrent les Springboks.

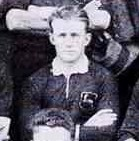
Le capitaine Bennie Osler

Les All Blacks font leur première tournée en Afrique du Sud en 1928, cette tournée se solde par une égalité entre les deux équipes. Les Néo-Zélandais perdent à Durban (0-17) et à Port Elizabeth (6-11) mais l'emportent à Johannesburg (7-6) et au Cap (13-5).
Les Springboks font une tournée en Grande-Bretagne et en Irlande en 1931-1932. Ils battent le pays de Galles 8-3 à Swansea, ils l’emportent 8-3 contre l’Irlande. Ils gagnent ensuite le 2 janvier contre l’Angleterre par 7-0, puis contre l’Écosse par 6-3 avec deux essais de Danie Craven et du capitaine Bennie Osler. C’est un nouveau grand chelem pour les Springboks qui comptent aussi Flip Nel dans leurs rangs.
Les Wallabies australiens effectuent leur première tournée en Afrique du Sud en 1933 pour une série de cinq test matchs qui est gagnée par les Springboks par 3 victoires à 2. Ce sont alors leurs premières confrontations.

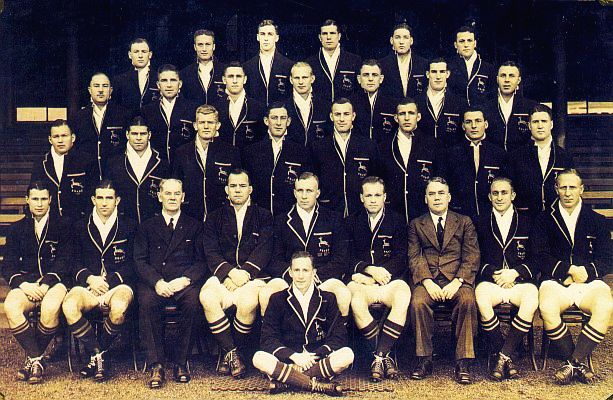
Équipe d'Afrique du Sud de 1937

En 1937, les Springboks rendent visite d'abord aux Wallabies (2-0), puis les Springboks remportent leur série contre les All Blacks (2-1) lors d'un passage en Nouvelle-Zélande. Les All Blacks remportent le premier test match mais s’inclinent lors des deux suivants. Ils ont affaire à forte partie car cette équipe d’Afrique du Sud de 1937 est parfois décrite comme la meilleure qui ait joué en Nouvelle-Zélande. Ferdie Bergh, Gerry Brand, Danie Craven, Boy Louw, Fanie Louw, Flip Nel et Dai Williams participent à la tournée.
En 1938 les Lions britanniques font une nouvelle tournée en Afrique du Sud, la série est remportée une nouvelle fois par les Springboks qui comptent deux victoires et une défaite.

### Au sommet du rugby mondial (1949-1955)
Après une interruption de onze ans due à la Seconde Guerre mondiale, le premier test match d’une série de quatre matchs est disputé en 1949 contre l’équipe de Nouvelle-Zélande. Les All Blacks n'emportent aucun match de cette série, perdant 15-11, 12-6, 9-3 et 11-8. Danie Craven débute comme entraîneur en 1949 et il commence sa carrière en réalisant un exploit : une série victorieuse 4-0. Les Springboks enchaînent dix victoires consécutives, ils font une tournée en Grande-Bretagne, en Irlande et en France en 1951-1952, période pendant laquelle ils ont marqué l'histoire. Ils l’emportent sur l'Écosse 44-0, l'Irlande 17-5, sur le pays de Galles 6-3, puis ils battent l'Angleterre 8-3. Ils gagnent ensuite à Paris 25-3 contre la France après une victoire contre les Barbarians. Hansie Brewis, Salty du Rand, Chris Koch, Hennie Muller font partie de cette tournée.
En 1953, les Springboks disputent une série de quatre matchs contre les Wallabies, le premier test disputé à l’Ellis Park se termine sur une victoire de l’Afrique du Sud 25-3. Les Australiens sortent applaudis debout le 5 septembre 1953 à Newlands au Cap après leur victoire 18-14 remportée lors du second test. Le capitaine wallaby John Solomon est porté en triomphe par deux joueurs sud-africains. C’est la première défaite des Springboks depuis quinze ans (en 1938),. Les deux matchs suivants se traduisent par deux victoires sud-africaines.
En 1955 les Lions britanniques se déplacent en Afrique du Sud. Deux victoires et deux défaites aboutissent à un résultat équilibré. L’année suivante, les Springboks gagnent les deux rencontres contre les Wallabies.

### Passage de témoin (1956-1969)
Les Sud-Africains se déplacent ensuite en Nouvelle-Zélande, et la série est perdue trois défaites à une au bénéfice des All Blacks.
La tournée des Springboks en Nouvelle-Zélande de 1956 voit la suprématie mondiale du rugby changer de tête : les Springboks perdent la place de numéro 1 au bénéfice du pays du long nuage blanc. La machine verte et or sud-africaine n’avait jamais été battue dans une série depuis 1896. Dans les deux premières tournées des Springboks en Nouvelle-Zélande ils avaient réalisé un bilan équilibré en 1921 avec une victoire, une défaite et un match nul, puis remporté la seconde série en 1937 avec deux victoires pour les Springboks contre une pour les All Blacks.
Les Springboks affrontent les Français en 1958 dans une série historique pour les Bleus. Le 16 août 1958, l’équipe de France remporte sa première victoire par 9-5 face aux Springboks à l’Ellis Park de Johannesburg, sous la conduite de Lucien Mias,, le Docteur Pack. La tournée en Afrique du Sud de l'équipe de France, pourtant handicapée par plusieurs absences, est un succès complet car lors du premier match elle a fait match nul 3-3.
En 1960, après avoir battu les Écossais lors de leur premier match, les Springboks disputent à domicile une série de quatre matchs contre les All Blacks. Le résultat est satisfaisant : victoire 13-0, défaite 3-11, match nul 11-11 et une dernière victoire 8-3 leur permet de remporter la série. En 1960, les critiques internationales de l'apartheid prennent de l'ampleur et le ton du Royaume-Uni change à la suite du massacre de Sharpeville, survenu le 21 mars 1960, qui heurte l'opinion mondiale. Une campagne de protestations a lieu en Nouvelle-Zélande avec le slogan « No Maoris, No Tour » (« pas de Māori, pas de tournée ») et la pétition obtient le soutien de 150 000 signatures. Même avant l'entrée en vigueur de l'apartheid en 1948, les équipes sportives en tournée en Afrique du Sud prennent la précaution de sélectionner seulement des joueurs blancs. Les équipes de Nouvelle-Zélande de rugby à XV ont ainsi exclu George Nepia et Jimmy Mill en 1928.
Les Springboks enchaînent sur une tournée en Grande-Bretagne, en Irlande et en France en 1960-1961. L’équipe de 1960-1961 rejoint les glorieuses générations précédentes dans l'histoire en réalisant un grand chelem. Ils l’emportent sur le pays de Galles 3-0, l’Irlande 8-3, ils battent l’Angleterre 5-0 et enfin l’Écosse 12-5. Ils jouent ensuite à Paris et concèdent un nul 0-0 contre la France. Johan Claassen, Frik du Preez, Jannie Engelbrecht, John Gainsford font partie de cette tournée.
L’équipe d'Afrique du Sud dispute quatre test matchs en 1962 contre les Lions britanniques. Les Springboks gagnent les trois derniers tests après le match nul initial. Johan Claassen dispute là ses dernières sélections.
En 1963 la réception des Australiens est sanctionnée par un partage des victoires 2-2. Les Wallabies gagnent même deux matchs consécutifs en Afrique du Sud, performance jamais plus réalisée depuis une tournée des 'Lions britanniques en 1896.
En 1964, si les Sud-Africains battent largement les Gallois, ils perdent chez eux contre la France 8-6.
L'équipe d'Afrique du Sud connait une désastreuse année 1965, en effet les Springboks enregistrent une série de sept défaites consécutives, ils perdent contre l'Irlande, contre l'Écosse, par deux fois contre l’Australie, et enfin par trois fois contre la Nouvelle-Zélande. L’équipe est assez inexpérimentée devant, seul Frik du Preez compte une dizaine de sélections. Une victoire sur les All Blacks met fin à cette série calamiteuse.
Toujours en 1965 la tournée des All Blacks en Afrique du Sud prévue en 1967 est annulée par la fédération néo-zélandaise de rugby à XV à la suite du refus du premier ministre sud-africain Hendrik Verwoerd de laisser entrer les Maoris sur le sol sud-africain à l'occasion de cette tournée.
En 1967 les Springboks et les Français s’affrontent à quatre reprises, le dernier mot revient aux Sud-Africains : ils emportent les trois premiers tests, à Durban, Bloemfontein et Johannesbourg, les deux équipes faisant match nul à Newlands. Les Bleus ont gagné durant cette décennie leurs lettres de noblesse. Le bilan des Bleus contre l'équipe d'Afrique du Sud, de 1961 à 1968, est de quatre défaites (dont deux à Colombes), deux victoires et un match nul. Les Français ont battu deux fois les Springboks sur leur terrain, à Springs en 1964 par 8-6 et en 1967 à l’Ellis Park sur le score de 19-14.
En 1968, l’Afrique du Sud gagne de nouveau trois test matchs pour un match nul contre les Lions. Elle se déplace en France pour la tournée d'automne., au cours de laquelle elle remporte la série 2-0, victoires 12-3 à Bordeaux et 16-11 à Paris puis l'année suivante elle remporte une série victorieuse 4-0 contre les Wallabies.
Les Springboks font une tournée en Grande-Bretagne et en Irlande en 1969-1970. Ils ne remportent aucun match : défaites contre l’Écosse 6-3, l’Angleterre 11-8, nuls contre l’Irlande 8-8 et le pays de Galles 6-6. Tout au long de la tournée toutefois d'importantes manifestations anti-apartheid ont eu lieu et de nombreux matchs ont dù êtres joués derrière des clôtures de barbelés,.

### Manifestations anti-apartheid puis isolement (1970-1991)
En 1970, les Springboks reçoivent les All Blacks pour une série de quatre matchs. Cette fois-ci le successeur de Verwoerd, John Vorster décrète que les All Blacks peuvent se rendre en Afrique du Sud avec des Maoris, ainsi quatre joueurs maoris Henare Milner, Blair Furlong, Sid Going, et Bryan Williams participent à la tournée et sont classés comme blancs honoraires. Toutefois des manifestants anti-apartheid tentent d'empêcher le départ de l'avion des All Blacks et envahissent la piste de l'Aéroport d'Auckland et le pilier international Ken Gray refuse pour des raisons morales de participer à la tournée. Cette décision de Vorster d'autoriser la venue de joueurs et de spectateurs Maoris lors de cette tournée des All Blacks en Afrique du Sud provoque une grave crise au sein même du Parti national, quand une faction extrémiste menée par Albert Hertzog, Jaap Marais et Louis Stofberg fait scission pour créer en octobre 1969 le Herstigte Nasionale Party (HNP), une dissidence d'extrême droite. Le résultat est favorable à l'Afrique du Sud qui l'emporte par 3 victoires à 1 : victoire 17-6, à Pretoria, défaite 8-9, au Cap, victoire 14-3 à Port Elizabeth et dernière victoire 20-17 à Johannesburg.
En 1971, avant la tournée des Springboks en Australie, des appels sont lancés pour couper les liens avec la république d'Afrique du Sud en raison de la politique d'apartheid. La tournée a cependant lieu, appuyée par le gouvernement fédéral australien, et elle soulève une mobilisation et des manifestations anti-apartheid,. Si les Sud-Africains l’emportent 3 victoires à 0 sur des scores de 18-6, 14-6 et 19-11, il n’y aura plus de confrontation entre les deux nations pendant 21 ans. La France effectue une tournée en Afrique du Sud en 1971, avec Roger Bourgarel, initialement écarté par le comité de sélection, puis réintégré à la suite d'une intervention d'Albert Ferrasse, le président de la Fédération française de rugby à XV, joueur antillais de couleur et ailier du Stade toulousain qui joue les deux test matchs, aux côtés de son capitaine Jean Trillo. Si les Français perdent le premier test-match 22-9 à Bloemfontein, le 12 juin ils réussissent à faire match nul 8-8 lors du second test-match disputé une semaine plus tard à Durban.

En 1973, la tournée des Springboks en Nouvelle-Zélande est annulée par le Premier ministre de Nouvelle-Zélande Norman Kirk sous prétexte que la sécurité des joueurs et des spectateurs n'était pas assurée, cette annulation a en fait permis le bon déroulement, sans boycott, des Jeux du Commonwealth en Nouvelle-Zélande en 1974.
En 1974, les Springboks reçoivent les Lions britanniques, ils perdent les trois premiers tests-matchs sur des scores de 12-3 au Cap, 28-9 à Pretoria et 26-9 à Port Elizabeth ils réussissent à faire match nul 13-13 lors du dernier test à Johannesburg. Les manifestations envers les équipes affrontant les Springboks s'intensifient, le premier ministre britannique Harold Wilson, refusant de recevoir les Lions à leur retour. Ce n'est toutefois pas le cas en France qui accueille les sud-africains pour une nouvelle tournée d'automne et comme en 1968 elle remporte la série de tests-matchs par 2-0, victoires 13-4 à Toulouse et 10-8 à Paris.
En 1975 les deux nations se retrouvent pour une série de deux tests-matchs, le résultat est à nouveau favorable aux Springboks qui l'emportent de nouveau par 2 victoires à 0, sur des scores de 38-25 à Bloemfontein le 21 juin, et 33-18 à Pretoria le 28 juin. Au cours de cette tournée Danie Craven, le président de la fédération sud-africaine de rugby à XV organise trois rencontres contre des sélections noires, métisses, et multi-raciale, condition « sine qua non » exigée par Albert Ferrasse à la visite des Français.
En 1976, les Springboks accueillent les All Blacks et rééditent la performance de 1970. Au cours du dernier test-match entre les deux équipes disputé le 18 septembre 1976 à Johannesburg, le premier ministre sud-africain John Vorster réussit à convaincre le premier ministre rhodésien Ian Smith d'accepter de rencontrer le secrétaire d'État américain Henry Kissinger. Smith annonça à ce dernier son ralliement au principe d'un gouvernement dirigé par la majorité noire ouvrant ainsi la voie à une solution politique en Rhodésie. Cette tournée de l’équipe nationale de rugby néo-zélandaise en Afrique du Sud intervient alors juste après les émeutes de Soweto. Elle fait l'objet d'une polémique internationale. Pour protester contre la tournée de la Nouvelle-Zélande en Afrique du Sud, plus de vingt pays africains refusent de participer aux Jeux olympiques d'été à Montréal. En 1977, le Commonwealth signe un document dénommé le Gleneagles Agreement pour mettre au ban le sport sud-africain et protester contre la politique d'apartheid. En 1979 la tournée des Springboks prévue en France est annulée par le gouvernement français quand celui-ci annonça qu'il était inapproprié d'accueillir l'équipe nationale sud-africaine lors d'une tournée en France. Toutefois, une équipe surnommée Barbarians sud-africain, composée de Blancs, Noirs et Métis, se rend en Angleterre.
Malgré l'opposition des politiques, notamment de Margaret Thatcher, les Lions britanniques se déplacent en 1980 en Afrique du Sud. Peu avant cette tournée, l'Afrique du Sud accueille les Jaguars, sélection d'Amérique du Sud, essentiellement composée de joueurs argentins, ces derniers ne pouvant se rendre en Afrique du Sud sous l'appellation officielle d'équipe d'Argentine. Les Springboks s'imposent lors des deux tests 24 à 9 et 18 à 9. Les Lions remportent les quatorze rencontres hors test mais elle perd les trois premiers tests avant de s’imposer lors du dernier. Après une tournée en Amérique du Sud, où les Springboks se voient refuser de jouer en Argentine, c'est le XV de France qui se rend en Afrique du Sud, en novembre de la même année. Après trois rencontres, dont une à Bloemfontein, « fief du nationalisme blanc » face à une sélection multiraciale, les Français affrontent les Springboks à Pretoria, s'inclinant sur le score de 37 à 15.
Le 30 mai 1981 est un jour historique : pour la première fois, un non-blanc Errol Tobias, demi d'ouverture du club métis de Caledon, porte le maillot des Springboks lors d'un test match contre l'Irlande au Cap (23-15). Les blancs considèrent qu'eux seuls ont le droit de porter le maillot vert et or et s’opposent à cette décision, comme les métis et les noirs qui reprochent au joueur d'apporter une caution à la politique du gouvernement. Lui veut simplement jouer au rugby et prouver que la couleur de peau ne compte pas comparée au talent. Le second test, toujours contre l'Irlande, a lieu le 6 juin au Kings Park de Durban (12-10). Certes, il évolue au poste de deuxième centre, et non à son poste de prédilection d'ouvreur, mais Tobias est entré dans l'histoire. Tobias participe ensuite à la tournée en Nouvelle-Zélande. Il appartient à la province du Boland, qui n'a fourni que douze Springboks dans toute son histoire, et non aux provinces les plus huppées que sont (Western Province, Northern Transvaal et Transvaal). Il est le premier joueur de cette province à être sélectionné depuis la dernière cape du légendaire Dawie de Villiers en 1970.
La tournée faite par les Springboks en 1981 en Nouvelle-Zélande est marquée par des mouvements de protestation contre la politique d'apartheid de l'Afrique du Sud,,. Les Springboks font cette tournée à l'invitation de la fédération néo-zélandaise, le gouvernement ne s'y oppose pas sous prétexte qu'il ne faut pas mélanger sport et politique. Les All Blacks remportent cette série avec deux victoires et une défaite, mais cette tournée reste dans les mémoires comme celle de la violence dans les villes et des matchs annulés. Le troisième test à l'Eden Park d'Auckland est connu comme le Flour bomb Test(le Test des bombardements de farine) car, en guise de protestation, un petit avion survolait le stade, bombardant le terrain avec des sacs de farine.
. Pour tenter de briser son isolement, l’Afrique du Sud dispute huit matchs contre une sélection appelée les Jaguars sud-américains à défaut de pouvoir jouer contre les Pumas. Elle leur fait face à quatre reprises en 1980 et à deux reprises en 1982 et 1984 pour un bilan de sept victoires et une défaite. En mars 1983, l'équipe de France, comme toutes les fédérations sportives françaises, se voit interdire de toute tournée en Afrique du Sud, où d'accueillir une équipe sud-africaine,.
En 1984 l'équipe des Springboks, composée de deux joueurs métis, Errol Tobias, de retour en sélection après trois ans d'absence et d'Avril Williams, oncle de Chester Williams, vainqueur de la coupe du monde de rugby à XV 1995 reçoit l'Angleterre, si les Sud-Africains remportent les deux tests-matchs sur des scores de 33-15 et 35-9, il n'y aura plus de confrotations entre les deux pays pendant huit ans. En 1985, la tournée des All Blacks en Afrique du Sud prévue en l'année suivante est annulée à la suite d'une action en justice de la part des opposants à cette tournée qui ont démontré qu’elle était contraire au règlement de la fédération néo-zélandaise NZRU. Une tournée non officielle est cependant effectuée par une équipe appelée les Cavaliers et qui comprend de nombreux All Blacks, malgré des menaces de radiations par l'International Board. Les joueurs des Cavaliers sont suspendus à leur retour en Nouvelle-Zélande. En 1989, un XV mondial est invité à rencontrer les Springboks lors du centenaire de la fédération sud-africaine de rugby. Le soutien de l’International Rugby Board à l'Afrique du Sud doit beaucoup au président de la Fédération française, Albert Ferrasse, grand ami de Danie Craven. Une isolation totale risquant de voir un exode des joueurs sud-africains vers le rugby à XIII, les dirigeants du rugby mondial tentent ainsi de ne pas tuer le rugby à XV en Afrique du Sud. Jusqu'aux années 1990, le bilan cumulé des Springboks dans les confrontations directes avec chaque nation affrontée est positif. La politique de l’apartheid est abolie le 30 juin 1991, par la suite l’équipe d'Afrique du Sud de rugby à XV est de nouveau admise dans le concert international en 1992, mais il lui faut d'abord progresser pour retrouver le haut niveau.

### Retour couronné de titres (1992-1999)
Le retour des Springboks sur la scène internationale a lieu le 15 août 1992 à l'occasion d'un match à domicile contre les All Blacks. Ce match a lieu dans un contexte tendu après le massacre de Boipatong. Le Congrès national africain (ANC) a exigé que lors du test match à Johannesburg, une minute de silence soit observée avant le coup de sifflet initial et que le drapeau sud-africain ne soit pas levé ni l'hymne national Die Stem van Suid-Afrika entonné. Or, ce 15 août 1992, aucune des conditions posées par l'ANC n'est respectée. Louis Luyt, le patron de la Transvaal Rugby Union, fait jouer l'hymne proscrit repris en cœur par le public et par les joueurs sud-africains, le drapeau national abondamment brandi par les spectateurs et la minute de silence bafouée par des cris, des hurlements et des insultes. Cette première rencontre voit les Springboks perdre 27-24 à domicile contre les All Blacks. Seuls Naas Botha et Danie Gerber ont une dizaine de sélections à leur actif. Les résultats difficiles s'enchaînent, sans que ces fois-là, l'hymne national ne soit diffusé ou entonné : défaite 26-3 à domicile contre les Wallabies le 22 août 1992, une victoire 20-15 et une défaite 29-16 contre la France, une défaite 33-16 contre les Anglais lors de la tournée d'automne 1992.
Les Sud-Africains perdent les séries contre la France et l'Australie lors de la tournée de juin 1993 des Bleus, avec un nul puis une défaite sur le score de 17 à 18 et la visite en juillet-août des Springboks en Australie, victoire 19 à 12 lors du premier test, puis deux défaites, 28 à 20 et 19 à 12. Après une tournée en Nouvelle-Zélande durant l'été 1994, qui se solde par deux défaites et un nul, Ian McIntosh (avec un bilan de quatre victoires, deux nuls et six défaites) est renvoyé n'ayant guère fait mieux que John Williams (une victoire et quatre défaites) en 1992. Kitch Christie prend les rênes de l'équipe. Avec un bilan négatif face à la Nouvelle-Zélande, trois défaites et un nul, l'Australie, trois défaites et une victoire, la France, deux défaites, un nul et une victoire, et l'Angleterre, deux défaites et une victoire, depuis le retour des Springboks sur la scène internationale en 1992, l'heure est au doute avant le grand rendez-vous que constitue la coupe du monde de rugby à XV 1995 qui se tient en Afrique du Sud du 25 mai au 24 juin 1995.
Pour leur coupe du monde, les Sud-Africains jouent dans le groupe A avec l’Australie, la Roumanie et le Canada. Opposés à l'équipe tenante du titre, l'Australie, Les Sud-Africains s'imposent lors du match d'ouverture sur le score de 27-18,, puis la Roumanie 21-8 et le Canada 20-0. Les Sud-Africains terminent premiers de poule et battent les Samoa en quart de finale sur le score de 42-14. Le samedi 17 juin 1995, la France en demi-finale est opposée à l'Afrique du Sud, chez elle, dans son stade du Kings Park de Durban. La pelouse est inondée et le coup d’envoi de la partie est retardé. Le match se déroule tout de même mais dans des conditions difficiles, les Springboks gagnent par 19-15 et se qualifient pour la finale.
Les All Blacks sont les favoris pour la finale : vainqueurs de l'Écosse en quart de finale, ils s'imposent nettement face à l'Angleterre en demi-finale sur le score de 45 à 29, avec quatre essais de Jonah Lomu, alors meilleur marqueur d'essai de la compétition avec Marc Ellis avec sept essais. La finale entre les deux équipes qui ont dominé le rugby mondial est très serrée, chacune marquant deux pénalités et un drop pour atteindre un score nul de neuf partout au terme du temps réglementaire. Au cours de la prolongation, Joel Stransky répond par deux drops à un de Andrew Mehrtens pour donner le titre aux Springboks. Cette coupe du monde est forte en symboles : Francois Pienaar, capitaine des Springboks, reçoit des mains de Nelson Mandela, premier président noir du pays, le trophée William Webb Ellis, Mandela portant le maillot de Francois Pienaar. Elle symbolise la naissance d’une nation, puisque jusqu’au début des années 1990, les ethnies vivaient séparées par l'apartheid.
Chester Williams est le seul joueur non-blanc de l'effectif d'Afrique du Sud qui est victorieux de la Coupe du monde 1995.

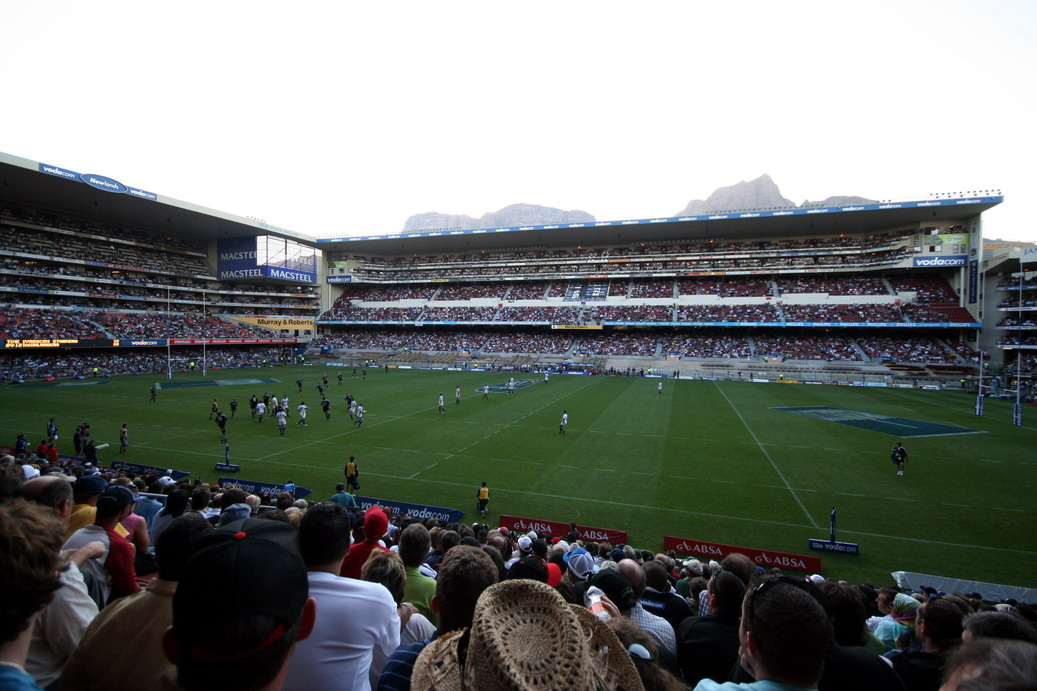
Le Newlands Stadium accueille les Stormers pour le Super 12/14

Le milieu des années 1990 fait entrer le rugby sud-africain dans une nouvelle ère. La création des tournois du Tri-nations et du Super 12, et le passage à l'ère du rugby professionnel donnent au rugby à XV une vitrine. Ils attirent les médias et les sponsors, révolutionnent la préparation physique et améliorent le niveau de vie des meilleurs joueurs. Le rugby se professionnalise en 1995. Les trois nations principales de l’hémisphère Sud dans le domaine du rugby se regroupent et forment SANZAR qui est chargé de vendre les droits de diffusion télévisuelle du Super 12 et du Tri-nations. Le titre mondial remporté et cette génération de joueurs sud-africains des années 1990, restent entachés de soupçons de dopage car plusieurs d'entre eux (Ruben Kruger, Joost van der Westhuizen, Tinus Linee, André Venter) sont atteints de maladies neurologiques rares et en meurent jeunes,.
Les Springboks sont les premiers joueurs sud-africains qui adoptent le statut de joueur professionnel proposé par le World Rugby Championship, mais très vite la SARFU leur propose un contrat plus avantageux qu'ils acceptent, ce qui ne se traduit pas par de meilleurs résultats pour les Springboks en 1996-1997.
Si tout un peuple a soutenu les Springboks lors de la coupe du monde en 1995 (« Une équipe, un pays », slogan de Morné du Plessis), l'ouverture au peuple noir se fait attendre et des crises éclatent. Kitch Christie, atteint de leucémie, doit quitter son poste. L’entraîneur Andre Markgraaff part en 1997 à cause de commentaires racistes et son successeur Carel du Plessis est renvoyé en 1997 et remplacé par Nick Mallett. Sous sa direction, les Springboks réalisent une série record de dix-sept matchs victorieux consécutifs, série qui s'achève en décembre 1998 contre les Anglais à Twickenham. La même année, l'Afrique du Sud remporte le Tri-nations. La dernière rencontre au Parc des Princes de la France voit les Springboks infliger une sévère défaite 52-10 aux Bleus le 22 novembre 1997. Le groupe s’appuie sur des avants solides et conquérants, James Dalton, Adrian Garvey, Mark Andrews, André Venter et Gary Teichmann, le capitaine de l'équipe, et sur des demis efficaces Joost van der Westhuizen et Henry Honiball.
La coupe du monde 1999 commence par une polémique nationale à la suite de l'exclusion du capitaine Gary Teichmann du groupe. Malgré des scores record contre l’Italie puis l’'Angleterre (44-21), l’Afrique du Sud est éliminée en demi-finale par les futurs vainqueurs, les Australiens.
Pendant la période allant de 1990 à 1999, l’équipe d'Afrique du Sud a disputé 82 matchs et remporté 54 victoires, soit 66 % de réussite.
Les Springboks jouent 4 matchs contre les Écossais et comptent 4 victoires, 6 matchs contre les Argentins pour 6 victoires, 3 matchs contre les Irlandais pour 3 victoires. Ils gagnent également 100 % de leurs rencontres contre les Italiens, le Canada, l’Espagne, les Fidji, la Roumanie, les Samoa, les Tonga. Les Sud-Africains jouent 6 matchs face aux Gallois et ils en remportent 5, alors que contre les Français leur bilan est de 6 victoires pour 2 défaites et un nul, avec une série de 5 victoires consécutives entre 1994 et 1999. Le XV de la rose est largement dominé par les Springboks (5 défaites, 3 victoires) dans les duels qui les opposent, en particulier le quart de finale de la CM 1999.
Les Springboks ont moins de réussite face aux nations de l'hémisphère Sud, ils présentent à cette époque le bilan le plus défavorable contre ces nations (Afrique du Sud-Nouvelle-Zélande, Afrique du Sud-Australie). Ils ont certes un bilan équilibré face aux Wallabies avec sept victoires pour sept défaites, dont une victoire par 27-18 en match de poule de la CM 1995 et une défaite serrée en demi-finale de la CM 1999, par contre, les Springboks sont dominés par les All Blacks (11 défaites, 5 victoires, 1 nul). Les Sud-Africains ont à leur actif d'avoir remporté leur duel lors de la finale de la CM 1995 et lors de la petite finale de la CM 1999.

### La lumière dans la grisaille (2000-2008)
Les Springboks commencent l'année 2000 par une victoire contre le Canada alors que leurs deux rencontres contre le XV de la Rose se soldent par une victoire et une défaite. Après un Tri-nations 2000 assez morose, Nick Mallett démissionne de son poste. Il est remplacé par Harry Viljoen qui reste quatorze mois à la tête des Springboks, avec un bilan de huit victoires, un nul et six défaites. L’Angleterre et la France gagnent à deux reprises contre les Springboks, imités par la Nouvelle-Zélande qui l’emporte lors du Tri-nations 2001.
Rudolf Straeuli succède à Harry Viljoen comme entraîneur des Springboks pour la période 2002-2003, il ne réussit pas mieux que son prédécesseur avec un bilan de treize victoires pour douze défaites. Les résultats sont décevants dans le Tri-nations et la coupe du monde 2003 : l'Afrique du Sud ne remporte que deux des dix-sept rencontres disputées contre les six meilleures nations mondiales, elle termine dernière des Tri-nations 2002 et 2003 et, pour la première fois, elle n’atteint pas les demi-finales de la coupe du monde. Les Springboks subissent même une défaite historique contre l’Angleterre, le 23 novembre 2002 ils sont battus sur le score sans appel de 53-3.

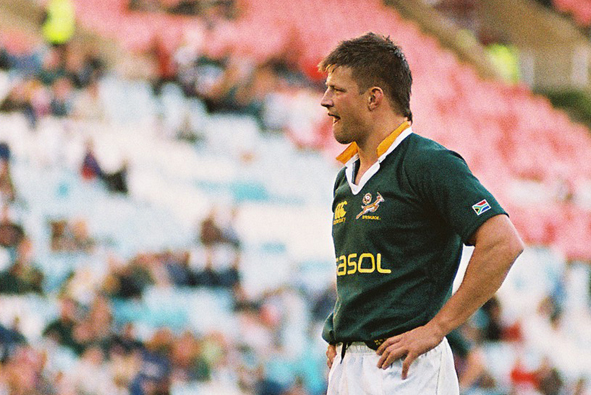
Bob Skinstad capitaine de juin 2001 à juin 2002

La coupe du monde 2003 commence pour les Sud-Africains par un score élevé contre l'Uruguay 72-6, mais l'Angleterre remporte le match au sommet de la poule 25-6 à leurs dépens. L'Afrique du Sud est par suite seconde de poule, puis elle est éliminée en quart de finale par les All Blacks. La préparation dans le camp d'entraînement Kamp Staaldraad avant la Coupe a jeté encore plus de discrédit sur la prestation des Springboks.
En février 2004, Jake White devient le nouveau sélectionneur. Il a eu auparavant en charge l'équipe qui a gagné la coupe du monde des moins de 21 ans en 2002.
Les Springboks commencent l'année 2004 par deux matchs victorieux contre l'Irlande. Après une victoire sur le pays de Galles et les îles du Pacifique, le Tri-nations 2004 sert de test. L'équipe d'Afrique du Sud remporte le tournoi avec seulement deux victoires, les Sud-Africains ambitionnent alors de faire aussi bien que leurs glorieux anciens et tentent un grand chelem en tournée dans les îles britanniques et irlandaise, fin 2004. Ils perdent contre les Anglais après avoir été battus de manière controversée lors du match contre les Irlandais. Même si l'objectif ambitieux n'est pas atteint, les Springboks ont battu le pays de Galles et l'Écosse. Ils ont dominé l'année 2004 et trustent des titres, certes sans importance : meilleure équipe, meilleur entraîneur et meilleur joueur du Monde IRB avec un jeune talent de 21 ans, Schalk Burger. Avec la deuxième ligne Bakkies Botha-Victor Matfield, le capitaine John Smit, le retour d'Os du Randt et de Percy Montgomery, l'Afrique du Sud dispose d'un solide cinq de devant et d'un buteur efficace.

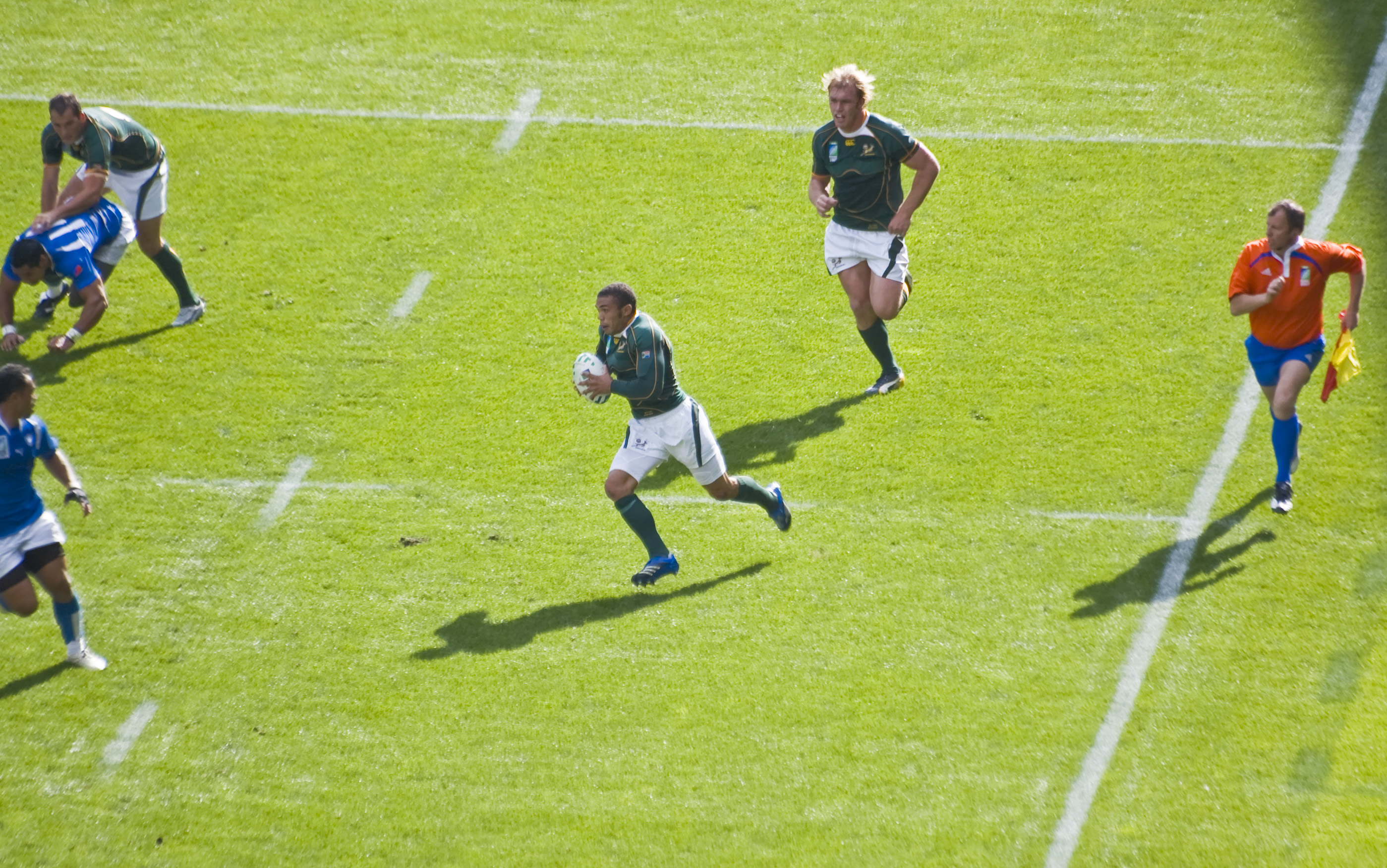
Bryan Habana lors de la Coupe du monde de rugby à XV 2007

La première rencontre de 2005 contre l'Uruguay permet aux Sud-Africains de réaliser un score record (134-3) et Tonderai Chavhanga dépasse le record d'essais inscrits sur un match, ce record était auparavant détenu par Stefan Terblanche avec six réalisations. L'équipe termine deuxième du Tri-nations, mais son bilan est meilleur qu'en 2004 avec des victoires sur l'Australie (22-16), la Nouvelle-Zélande (22-16), l'Australie (22-19) pour une défaite finale contre la Nouvelle-Zélande (31-27). Ce sont les All Blacks qui remportent le Tri-nations car ils terminent également avec trois victoires mais comptent davantage de points de bonus.
En 2006, après deux victoires contre l'Écosse, la situation dégénère pour les Springboks avec cinq défaites successives : une à domicile contre la France, qui met fin à une longue invincibilité à domicile, une autre par 49-0 à Brisbane contre les Wallabies, et trois autres défaites dans le Tri-nations. Les Sud-Africains relèvent la tête ensuite en battant les All Blacks et les Wallabies. Leur tournée d'automne en Europe s'achève sur une victoire 25-14 en Angleterre après une première défaite contre ces mêmes Anglais et une défaite en début de tournée contre les Irlandais.
En 2007, à l'occasion d'une tournée effectuée en mai-juin, les deux rencontres qui opposent les équipes d'Afrique du Sud et d'Angleterre se soldent par deux très nettes victoires des Springboks.

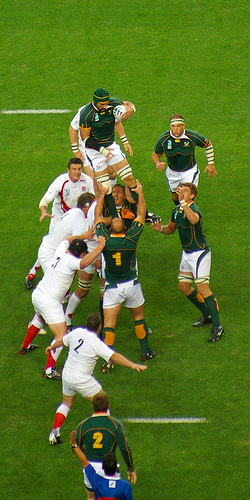
Afrique du Sud-Angleterre

Le Tri-nations 2007 est l'occasion d'un dernier test avant la Coupe du monde 2007. Les Springboks battent les Wallabies (22-19) et s'inclinent contre les All Blacks (26-21), par la suite Jake White fait tourner l'effectif et privilégie la préparation de la Coupe du monde de rugby 2007 qui est l'objectif principal pour 2007 et dont l'Afrique du Sud fait partie des favoris pour la victoire finale.
Elle entame la Coupe du monde contre les Samoa qu'elle bat 59-7. Pour le choc contre les Anglais, tenants du titre, les Springboks sont encore une fois présents, très appliqués dans le jeu au pied et très réalistes, et ils s'imposent 36-0. Après deux autres victoires contre les Tonga et les États-Unis, l'Afrique du Sud termine première de sa poule et affronte les Fidji en quarts de finale pour une victoire difficile 37-20. En demi-finale, les Springboks confirment leur suprématie sur les Argentins (douze victoires et aucune défaite) et se qualifient pour la finale. Bryan Habana rejoint Jonah Lomu comme meilleur réalisateur lors d'une coupe du monde avec huit essais inscrits. En finale, les Sud-Africains confirment leurs belles prestations en s'imposant contre les Anglais par 15 à 6, au cours d'un match sans aucun essai marqué.
Elle devient alors numéro un au classement IRB. La victoire des Springboks est fêtée dans toute l'Afrique du Sud bien que des voix s'élèvent, notamment au gouvernement, contre le fait que la population noire soit sous représentée dans l’équipe nationale,,. Cela n'empêche pas le président Thabo Mbeki de revêtir le maillot des Springboks lors d'une réunion de son Cabinet, en hommage aux vainqueurs de la coupe du monde de rugby 2007.
Les Springboks ont été invaincus pendant la compétition, ils possèdent le meilleur réalisateur de l'épreuve, Percy Montgomery et le meilleur marqueur d'essais, Bryan Habana, qui est désigné comme le meilleur joueur de rugby à XV de l'année par l'IRB.
Même si sur la durée la meilleure équipe depuis vingt ans (ou huit ans) est celle des All Blacks (sur la base des résultats contre toutes les autres nations et des résultats du Tri-nations), les Springboks sont avec les Wallabies l'une des deux seules sélections qui ont remporté deux titres de champion du monde.
Peter de Villiers succède à Jake White comme entraîneur des Springboks pour 2008. Ces derniers commencent l'année 2008 par trois victoires contre le pays de Galles et l'Italie. Les résultats sont décevants dans le Tri-nations. L'Afrique du Sud joue les trois premières rencontres à l'extérieur, elle s'impose le 12 juillet 2008 à Dunedin et gagne enfin en Nouvelle-Zélande après dix ans de disette. Mais le 16 août 2008, ils sont battus sur le score sans appel de 19-0 à domicile. Percy Montgomery a à cette occasion obtenu sa centième sélection. Une nouvelle défaite à domicile contre les Wallabies compromet les chances des Springboks pour le Tri-nations 2008. Le dernier match est gagné largement 53-8. Percy Montgomery annonce qu'il met un terme à sa carrière internationale.

### Des résultats en dents de scie (2008-2015)
Défendant leur titre en coupe du monde 2011 en Nouvelle-Zélande, l'équipe sud-africaine bat difficilement les Gallois sur le score de 17-16 lors du premier match. Ensuite, elle s'impose contre les Fidji (49-3), la Namibie (87-0) puis les Samoa (13-5) et accède aux quarts de finale. Les Springboks affrontent alors l'équipe australienne et perdent sur le score de 11-9 en dominant le match, perdant ainsi le titre mondial. Ce sont leurs rivaux néo-zélandais qui remportent à domicile le titre de champions du monde, le deuxième de leur histoire, en battant la France sur le score de 8 à 7 en finale.
En 2012, Springboks, désormais dirigés par Heyneke Meyer, commencent cette nouvelle période entre deux coupes du monde par deux victoires et un nul face aux Anglais, en tournée en Afrique du Sud. Lors du The Rugby Championship, nouvelle appellation du Tri-nations avec l'intégration de l'Argentine, ils terminent à la troisième place, avec deux victoires, un nul et trois défaites. La tournée de fin d'année en Europe est un succès avec trois victoires face aux Irlandais, Écossais et Anglais. Cette série de victoires se poursuit en 2013 avec des victoires à domicile face à l'Italie, l'Écosse et les Samoas, puis deux victoires face aux Argentins et une face aux Australiens dans le cadre du The Rugby Championship 2013. Les Néo-Zélandais mettent un terme à cette série en s'imposant à Auckland sur le score de 29 à 15. Après une nouvelle victoire face aux Wallabies, les Springboks doivent vaincre les All Blacks en inscrivant un point de bonus, tout en privant leur adversaire de point de bonus, pour remporter la compétition. Toutefois, avec une nouvelle victoire, la sixième en six rencontres, les All Blacks s'assurent de remporter le trophée. La tournée en Europe est de nouveau couronnée de succès avec trois victoires, face aux Gallois, aux Écossais et Français.
Les Gallois, en tournée en Afrique du Sud en 2014, perdent leurs deux tests face aux Springboks, qui enchainent avec des victoires face à l'Écosse et l'Argentine par deux fois. Après deux défaites, en Australie et en Nouvelle-Zélande, ils remportent les deux dernières rencontres du The Rugby Championship, mais terminent comme l'année précédente deuxième derrière les All Blacks. En Europe, ils subissent une défaite lors du premier test, face aux Irlandais, puis s'imposent en Angleterre et en Italie, avant de subir une nouvelle défaite, au pays de Galles. En 2015 après un Four Nations terminé à la dernière place après trois défaites en autant de rencontres, dont la première face aux argentins (25-37), les Springboks commencent leur Coupe du monde par une défaite historique contre le Japon (32-34). Malgré cette défaite, les Sud-Africains terminent premiers de leur poule à la suite de trois victoires contre l'Écosse, les Samoa et les États-Unis (46-6 , 34-16 et 64-0). En quart de finale, ils disposent des gallois (23-19) et se font éliminer par les All Blacks (18-20) en demi-finale. Ils terminent la compétition à la troisième place en remportant le match de classement face à l'Argentine (24-13).

### Années noires avec Allister Coetzee (2016-2018)
Allister Coetzee, ancien entraineur notamment des Stormers, est nommé pour prendre la suite de Heyneke Meyer à la tête de la sélection. Les Springboks commencent leur saison 2016 avec une tournée de l'équipe d'Irlande. Bien que vainqueur de la tournée par deux victoires pour une défaite, les Irlandais remportent pour la première fois de leur histoire un match face aux Springboks sur le sol sud-africain au Cap (20-26). Les Springboks commencent le Rugby Championship par une double confrontation face aux Argentins qu'ils battent péniblement à domicile (30-23) et devant lesquels ils s'inclinent à Salta (24-26), les Argentins remportant ainsi leur unique succès de la compétition. S'ensuit alors une défaite à Brisbane face aux Wallabies (17-23) et une autre face à la Nouvelle-Zélande (13-41). Les Sud-Africains terminent la compétition par une victoire face aux Australiens à Pretoria avant de perdre une nouvelle fois contre les All Blacks à Durban sur le score de 57 à 13, ce qui constitue la plus lourde défaite à domicile des Springboks. La tournée européenne de novembre se solde par trois défaites face aux Anglais, Gallois et pour la première fois, face aux Italiens (18-20). Malgré une mauvaise saison de l'équipe nationale, l'entraîneur, Allister Coetzee est maintenu dans ses fonctions.

### Titres de champion du monde (2019 et 2023)
L'Afrique du Sud entame la Coupe du monde 2019 en affrontant les All-Blacks, tenants du titre, s'inclinant sur le score de 23-13. Puis ils gagnent successivement contre les équipes de Namibie, d'Italie et du Canada. Les Sud-Africains finissent donc deuxièmes de leur poule derrière les Néo-Zélandais. Lors de la phase finale, les Springboks vainquent successivement le Japon en quart de finale, le pays de Galles en demi-finale et enfin l'Angleterre en finale sur le score de 32-12, devenant ainsi champions du monde pour la troisième fois. La conquête du titre a été filmée au travers d'un documentaire en 5 épisodes, Chasing the Sun : le sacre des Springboks.
Les Sud-Africains déclarent forfait pour le Rugby Championship 2020 en raison de la pandémie mondiale de coronavirus entrainant des restrictions sanitaires. Pourtant, le tournoi avait été reporté de trois mois et ne se déroulait qu’en Australie pour s’adapter à la pandémie. Par la suite, les Sud-Africains terminent 3e du Rugby Championship en 2021 puis par deux fois à la seconde place en 2022 et 2023.
Ils sont favoris à leur propre succession pour la coupe du monde 2023 d’autant que le 25 août, en test-match, ils impressionnent à Twickenham face à la Nouvelle-Zélande (35-7).
Les Springboks dominent l'Ecosse (18-3) pour leur entrée en matière dans la coupe du monde 2023 et écrasent ensuite la Roumanie (76-0) avant de battre plus tard l'équipe des Tonga (49-18). Cependant ils terminent à la seconde place de la poule B après une courte défaite contre l'Irlande (8-13) dans la rencontre au sommet de cette poule lors de leur 3e match.[réf. nécessaire]
Par la suite, dans la phase finale, ils sont titrés pour la 4e fois en coupe du monde à la suite de trois victoires étriquées avec un point d'écart à chaque fois: d'abord en quart de finale face à l'équipe de France (29-28) dans un match spectaculaire mais entaché de polémiques sur l'arbitrage de Ben O'Keeffe,; ensuite face à l'Angleterre en demi-finale (16-15) où les Spingboks ont été longtemps menés avant de réussir à faire la différence dans le dernier quart d'heure ; enfin en finale face à la Nouvelle-Zélande (12-11) où les All Blacks ont une grande partie du match été réduits à quatorze joueurs à la suite de l'exclusion du capitaine Sam Cane. Ce 4e titre fait de l'Afrique du Sud la nation la plus titrée en coupe du monde.

## Tenue, emblème du XV sud-africain

### La tenue vestimentaire

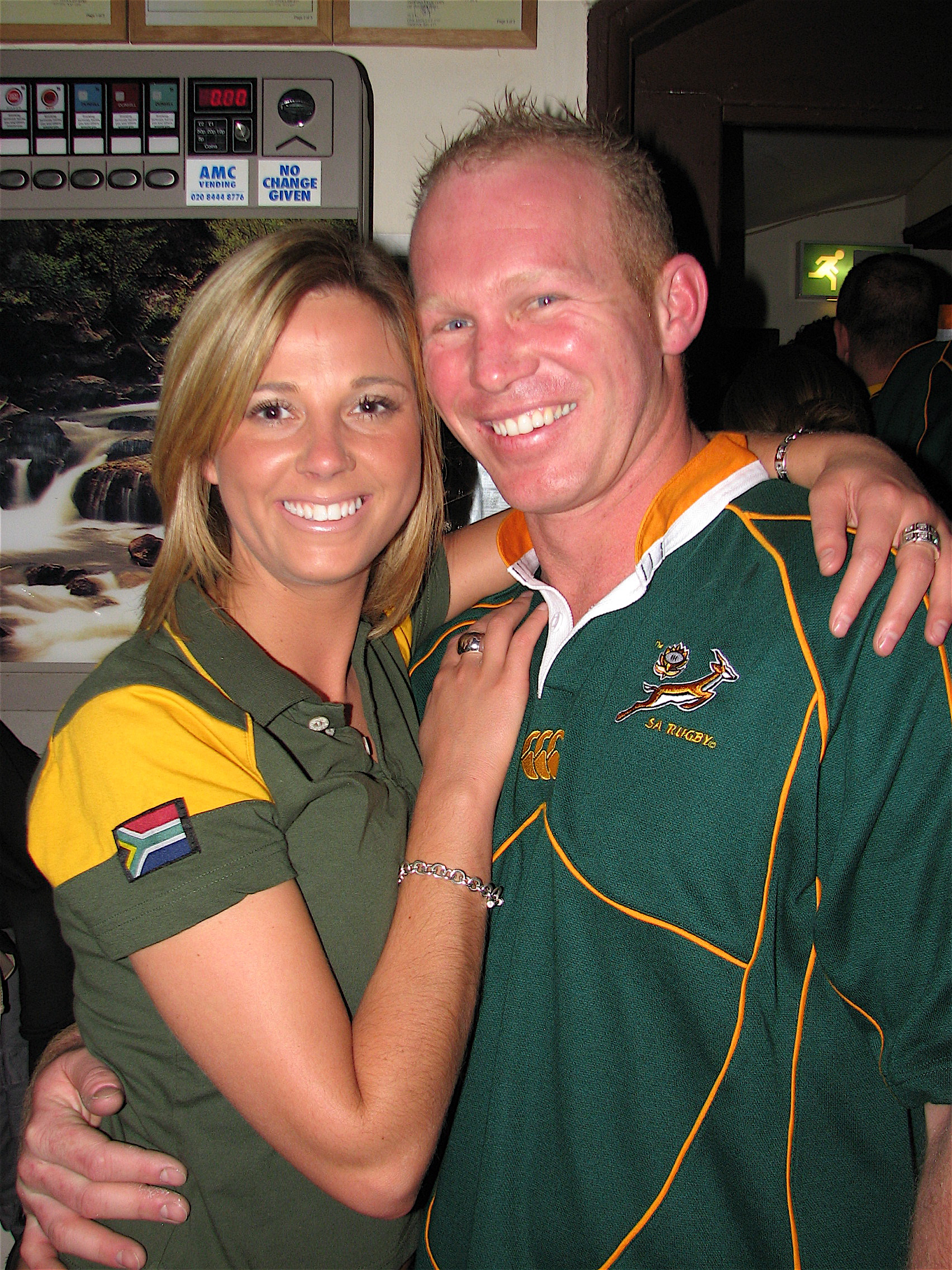
Le supporter de droite porte le maillot officiel de 2007.

Les Springboks jouent en vert et or. Le maillot a toujours comporté un col de couleur or. Les joueurs portent également un short blanc et des chaussettes vertes avec deux cercles jaunes et le logo de l'équipementier. Le drapeau national est visible sur la manche. Les joueurs ont également un maillot alternatif de couleur blanche. Quand l’équipe d'Australie fait sa première tournée dans le pays en 1933, les visiteurs portent des maillots bleu ciel afin d'éviter toute confusion, les deux équipes étant toutes les deux en vert sombre à l’époque. En 1953, lors d’une nouvelle tournée des Wallabies, les hôtes portent un maillot blanc. Lors d’un test match contre l’Irlande en novembre 2006, les Sud-Africains portent une réplique du maillot porté par leurs prédécesseurs en 1906 : un tee-shirt vert avec un col blanc, un short bleu et des chaussettes bleues et aucun sponsor n’apparaît. Toutefois le springbok sur le maillot saute dans la direction opposée à d’habitude.
Le maillot est actuellement fabriqué par la société Asics et sponsorisé par MTN.

### Les «Springboks», controverse et polémique

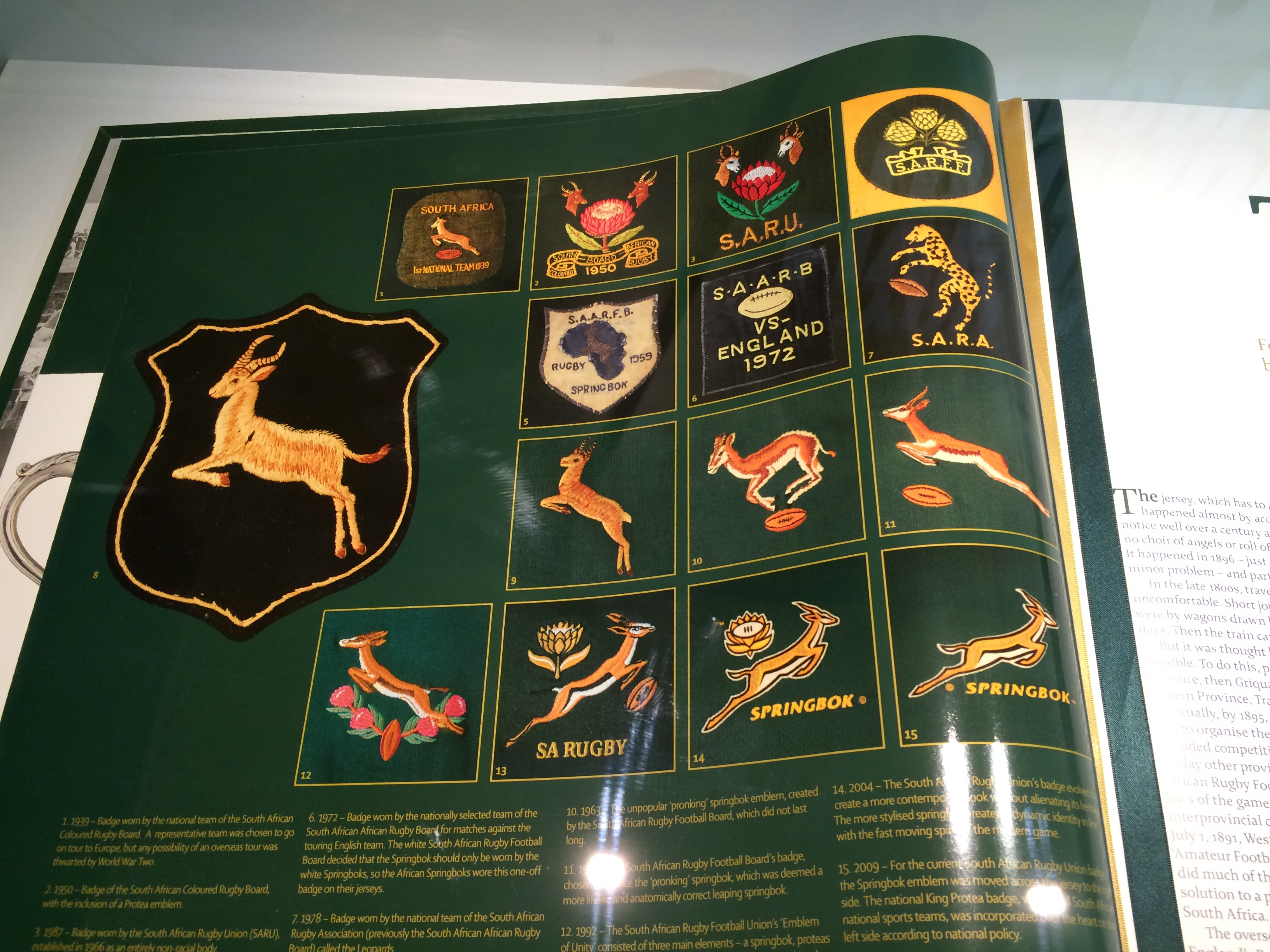
Différents emblèmes Springboks utilisés par les différentes fédérations nationales (South African Rugby Board, South African Rugby Football Federation) avant et après leur unification.

Les Sud-Africains sont surnommés Springboks en référence au springbok, une gazelle d'Afrique méridionale dont le nom afrikaner signifie « bouc sauteur » de par son aptitude à exécuter de grands bonds lorsqu'il est poursuivi par un prédateur tel que le guépard, le lion ou le léopard. Il constitue la seule espèce du genre Antidorcas.
Le nom trouve ses origines dans la première tournée de 1906-1907 en Grande-Bretagne et n'était réservée qu’à l'équipe formée de joueurs blancs. La Nouvelle-Zélande venant de se produire dans ce pays et les médias britanniques l'ayant baptisée All Blacks, il avait été suggéré aux Sud-Africains de se trouver un surnom.
Le logo de l'équipe d'Afrique du Sud est dans le coin supérieur gauche du maillot. Un bouquet de protéa royale (fleur emblème traditionnel du pays et symbolique des équipes noires de rugby) a été ajouté à la célèbre antilope en 1992. Les deux emblèmes ont été encore modifiés en 1996 pour représenter la nation « arc-en-ciel ». Ainsi, l'antilope a été changée de sens et une plus grande fleur de protéa placée au-dessus à sa gauche. En 2008, par souci d'unification avec les autres fédérations sportives ayant changé le springbok pour la protea en 1992 (comme le cricket par exemple), la fédération sud-africaine de rugby (SARU) sépare les deux symboles qui étaient alors sur un unique logo. Le springbok passe sur la poitrine droite du joueur et la protea sur la poitrine gauche. La polémique de cette séparation est reprise en 2015 à l'occasion de la coupe du monde. En effet, les équipes doivent avoir sur la partie ventrale de leurs maillot 3 choses : la marque de l'équipementier, le logo de la compétition ainsi qu'un logo de leur équipe. La SARU choisit de laisser la protea et d'exiler le springbok sur la manche du maillot.

## Infrastructures

### Stades

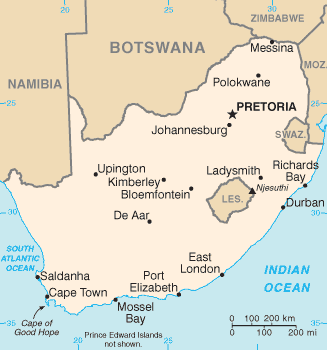
Carte d'Afrique du Sud montrant les principales villes du pays

Contrairement aux équipes nationales européennes, l'équipe nationale, comme l'Australie et la Nouvelle-Zélande, ne joue pas pour les rencontres à domicile dans un stade spécifique. Elle joue, en effet, dans la plupart des grands stades d’Afrique du Sud, ce qui permet à la fédération sud-africaine de ne pas privilégier un État par rapport à un autre. Parmi les stades utilisés se trouve l’Ellis Park de Johannesburg, avec une capacité de 60 000 spectateurs. Les Springboks jouent également au Lotus Versfield de Pretoria, au Newlands Stadium du Cap, à l’ABSA Stadium de Durban, à l’EPRFU Stadium de Port Elizabeth, lieu de leur première rencontre internationale, ou encore au Mbombela Stadium de Nelspruit. La plupart des stades utilisés appartiennent aux fédérations provinciales.
Les Springboks ont un net avantage sur les équipes en tournée quand ils jouent en altitude dans la province de Gauteng. Les matchs à l’Ellis Park ou au Loftus Versfeld posent des problèmes physiques et influent sur des facteurs du match, comme la longueur plus grande des coups de pied de déplacement. Des joueurs pensent au contraire que c’est un problème d’état d’esprit plutôt qu’une difficulté physique.

### Préparation de l'équipe

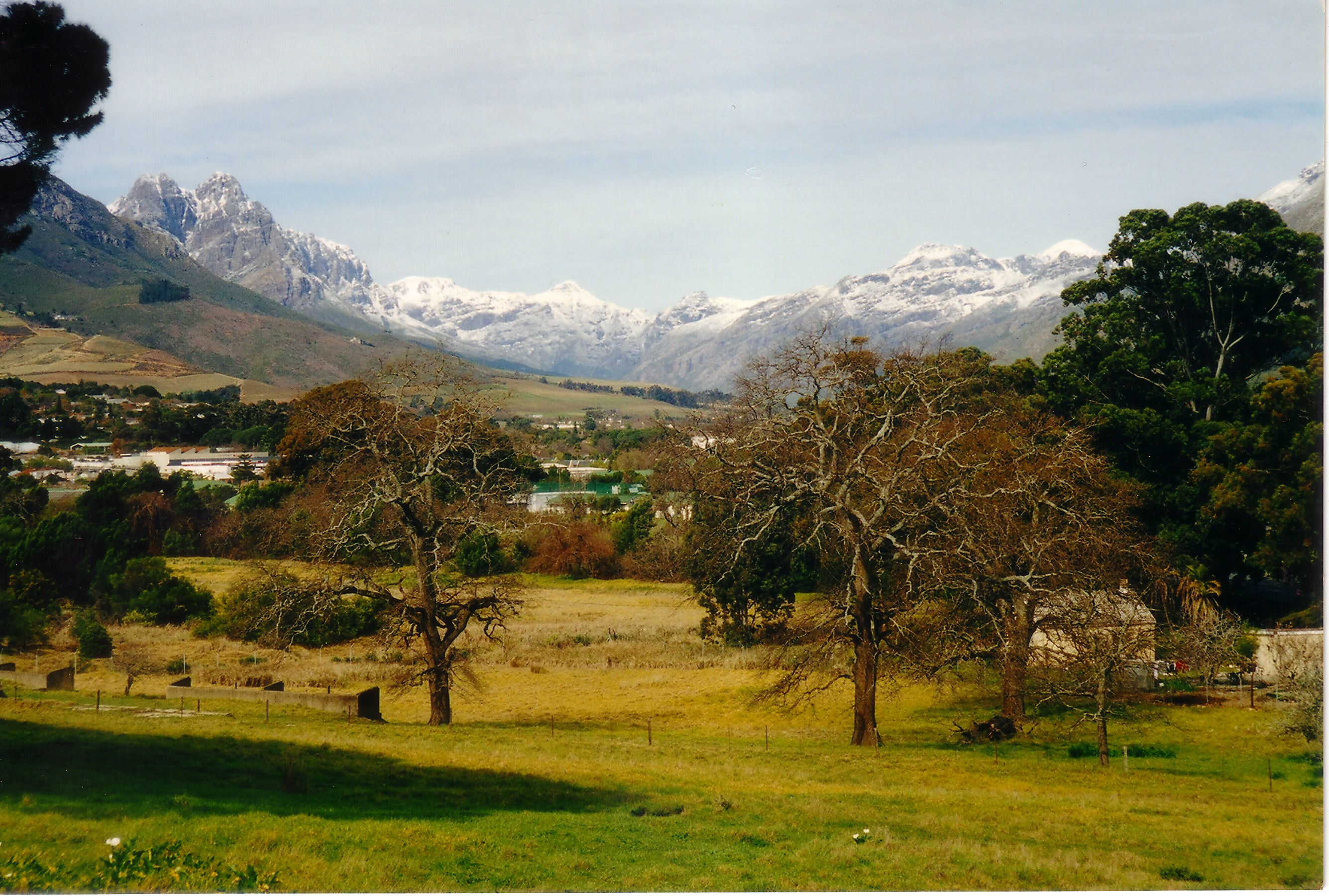
Stellenbosch.

Depuis 1902, l’équipe nationale de rugby à XV, les Springboks, ont leur quartier général à l'université de Stellenbosch (les Maties sont le surnom des étudiants de Stellenbosch) où se situe leur stade d'entraînement.
Fondée en 1679, Stellenbosch est devenue rapidement une des villes les plus afrikaners de la province du Cap et un grand centre universitaire afrikaner avec l'Université de Stellenbosch (15 000 étudiants). Au XXe siècle, elle fut un bastion du Parti national et l’Université de Stellenbosch, un foyer des théoriciens nationalistes comme Hendrik Verwoerd. De nombreux hommes politiques afrikaners y sont passés.
L'université de Stellenbosch est historiquement un bastion afrikaner. Elle est aujourd'hui une des dernières universités sud-africaines à garder un enseignement en afrikaans aux côtés de l'anglais alors que les autres universités, autrefois afrikaners, se sont vu imposer par le pouvoir politique un enseignement exclusivement en anglais.
C'est dans cette université que s'est formée l'élite de l'apartheid et… de l'équipe nationale de rugby. À fin 2004, Stellenbosch a produit cent quarante-neuf Springboks (dont seulement cinq Anglophones et deux métis) et donné quatorze capitaines (dont Dawie de Villiers, qui est ensuite devenu ministre, Morné du Plessis, Tiaan Strauss, Bob Skinstad et Corné Krige). Stellenbosch reste le bastion springbok.
Au stade Danie Craven (ancien Matie, ancien joueur international de 1931 à 1939, capitaine puis entraîneur des Boks de 1949 à 1956 et ancien président de la Fédération), tout le savoir-faire, l’expérience, les moyens et le vivier sont en place pour produire des champions.
Danie Craven, parallèlement à la pratique du rugby, poursuit des études très poussées, qui le mènent à trois doctorats (anthropologie, psychologie, éducation physique), et enseigne dans un collège de Grahamstown. Peu avant la guerre, il étudie l’éducation physique en Allemagne et voyage dans toute l’Europe, notamment en Angleterre, et réfléchit à son sport d'une façon plus cérébrale en observant les sportifs européens. Il met au point une approche nouvelle pour l'époque en développant les méthodes d'entraînement, la technique individuelle et collective, notamment à Stellenbosch qui devient l'« usine à Springboks ». Le stade de l'université porte d'ailleurs aujourd'hui son nom. Danie Craven devient entraîneur de l'équipe des Springboks en 1949 et par la suite président de la Fédération.

## Statistiques

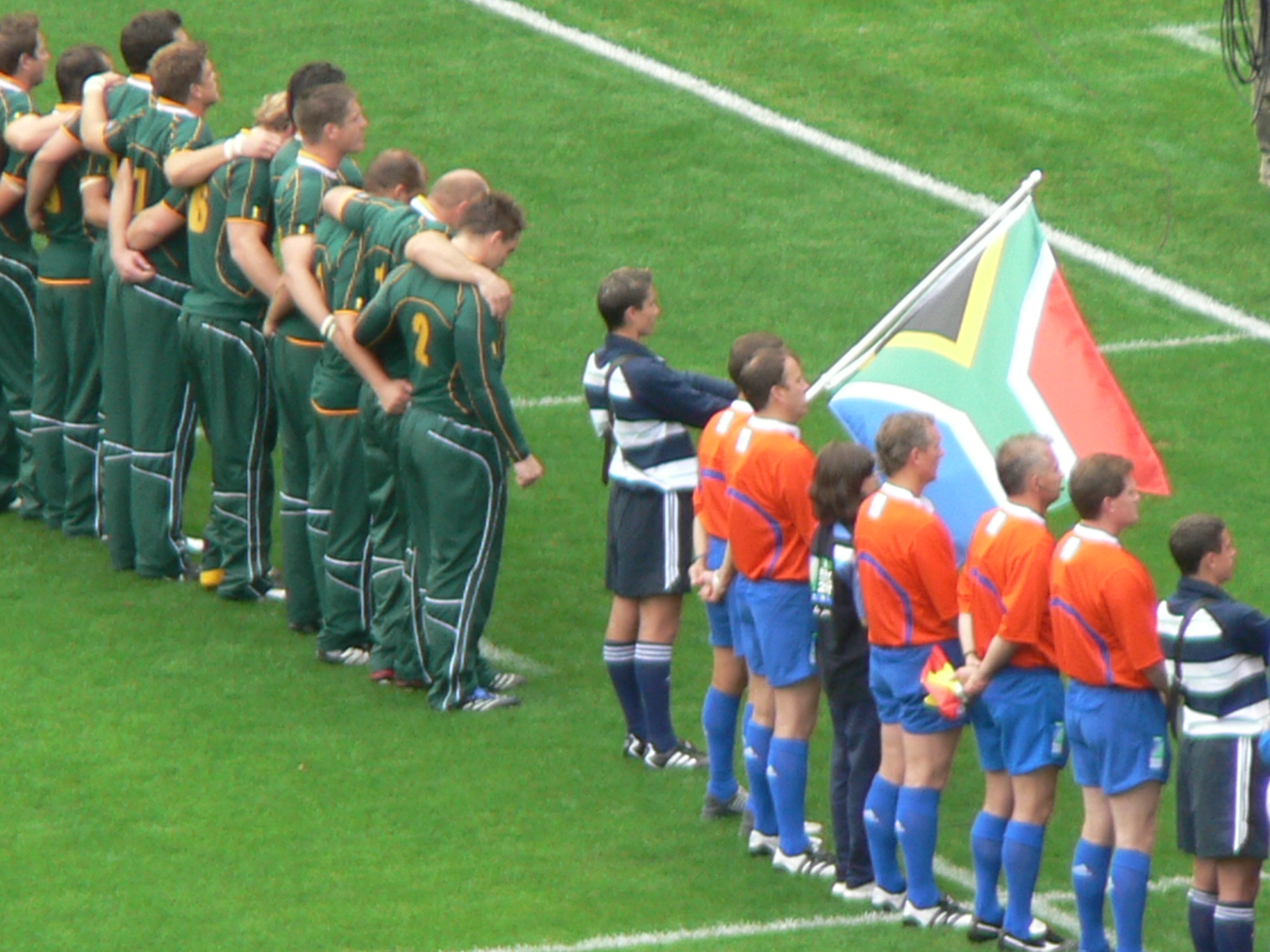
L'équipe d'Afrique du Sud pendant la Coupe du monde de rugby à XV 2007

### Statistiques sur les confrontations
Le tableau suivant dresse le bilan des matches contre tous les adversaires principaux de l'équipe d’Afrique du Sud.
L'équipe d’Afrique du Sud présente un bilan négatif par rapport à une seule autre équipe majeure du rugby à XV, à savoir la Nouvelle-Zélande. Elle présente également un bilan négatif contre les Barbarians et les Barbarians français. Elle dépasse ainsi l'Australie et toutes les nations européennes qui disputent le Tournoi des Six Nations, l’Angleterre, l’Écosse, la France, le pays de Galles, l’Irlande et l’Italie. La plus large victoire de l'Afrique du Sud a été acquise sur le score de 134 à 3 contre l'équipe d'Uruguay le 11 juin 2005. Sa plus large défaite a été concédée sur le score de 57 à 0 contre la Nouvelle-Zélande, le 16 septembre 2017 (contre la France : 30 à 10 le 9 novembre 2002).
| Adversaire        | Matches | Victoires | Nuls | Défaites | % victoires |
| ----------------- | ------- | --------- | ---- | -------- | ----------- |
| Amérique du Sud   | 8       | 7         | 0    | 1        | 87,5        |
| Angleterre        | 43      | 26        | 2    | 15       | 60,5        |
| Argentine         | 30      | 26        | 1    | 3        | 86,7        |
| Australie         | 88      | 48        | 3    | 37       | 54,55       |
| Barbarians        | 8       | 3         | 1    | 4        | 37,5        |
| Canada            | 3       | 3         | 0    | 0        | 100,0       |
| Écosse            | 27      | 22        | 0    | 5        | 81,5        |
| Espagne           | 1       | 1         | 0    | 0        | 100,0       |
| États-Unis        | 4       | 4         | 0    | 0        | 100,0       |
| Fidji             | 3       | 3         | 0    | 0        | 100,0       |
| France            | 45      | 27        | 6    | 12       | 60,0        |
| Pays de Galles    | 36      | 29        | 1    | 6        | 80,55       |
| Géorgie           | 1       | 1         | 0    | 0        | 100,0       |
| Irlande           | 26      | 18        | 1    | 7        | 69,2        |
| Italie            | 16      | 15        | 0    | 1        | 93,75       |
| Japon             | 3       | 2         | 0    | 1        | 66,67       |
| Lions             | 46      | 23        | 6    | 17       | 50,0        |
| Namibie           | 3       | 3         | 0    | 0        | 100,00      |
| Nouvelle-Zélande  | 99      | 36        | 4    | 59       | 36,4        |
| Pacific Islanders | 1       | 1         | 0    | 0        | 100,0       |
| Roumanie          | 1       | 1         | 0    | 0        | 100,0       |
| Samoa             | 9       | 9         | 0    | 0        | 100,0       |
| Tonga             | 2       | 2         | 0    | 0        | 100,0       |
| Uruguay           | 3       | 3         | 0    | 0        | 100,0       |
| XV mondial        | 5       | 5         | 0    | 0        | 100,0       |
| Total             | 510     | 318       | 25   | 167      | 62,4        |

### Palmarès

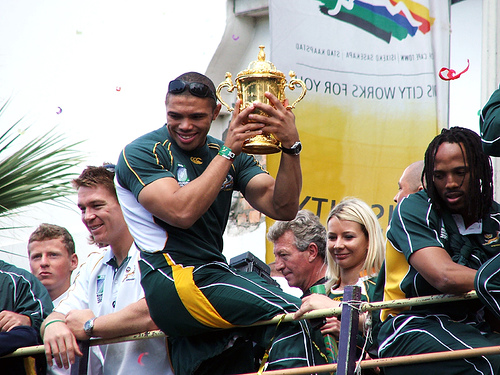
Parade pour la victoire de 2007

- Coupe du monde de rugby : 1995, 2007, 2019, 2023
- Tri-nations/The Rugby Championship : 1998, 2004, 2009,  2019 et 2024.
- Coupe d'Afrique des Nations[Note 3] : 2000, 2001 et 2006

#### Coupe du monde
Le tableau suivant récapitule les performances des Sud-Africains en coupe du monde. Les Springboks ont gagné l'épreuve dès leur première participation. Depuis 1995, l'Afrique du Sud remporte la coupe du monde tous les douze ans.
| Édition | Organisateur                 | Place         | Commentaire et liens                   |
| ------- | ---------------------------- | ------------- | -------------------------------------- |
| 1987    | Nouvelle-Zélande & Australie | Absent        | Boycott sportif pour cause d'apartheid |
| 1991    | Angleterre                   | Absent        | Boycott sportif pour cause d'apartheid |
| 1995    | Afrique du Sud               | 1er           | Afrique du Sud 1995                    |
| 1999    | Pays de Galles               | 3e            | Afrique du Sud 1999                    |
| 2003    | Australie                    | 1/4 finaliste | Afrique du Sud 2003                    |
| 2007    | France                       | 1er           | Afrique du Sud 2007                    |
| 2011    | Nouvelle-Zélande             | 1/4 finaliste | Afrique du Sud 2011                    |
| 2015    | Angleterre                   | 3e            | Afrique du Sud 2015                    |
| 2019    | Japon                        | 1er           | Afrique du Sud 2019                    |
| 2023    | France                       | 1er           | Afrique du Sud 2023                    |

#### Tri-nations
Le Tri-nations était un championnat annuel entre les équipes de Nouvelle-Zélande, Australie et Afrique du Sud, la première édition a eu lieu en 1996. L'Afrique du Sud l'a remporté en 1998, en 2004 et 2009. Avec l'entrée de l'Argentine dans le tournoi en 2012, le Tri-nations est devenu le Rugby Championship, remporté par l'Afrique du Sud en 2019.

## Composition du XV sud-africain

### Groupe sud-africain
Le 23 juillet, l'Afrique du Sud a nommé une équipe de 37 joueurs pour les premiers tours du The Rugby Championship 2025.
| Nom                      | Naissance                 | Sélections (Pts marqués) | Franchise    | Club ou province     | Année de 1re sélection |
| Talonneurs               | Talonneurs                | Talonneurs               | Talonneurs   | Talonneurs           | Talonneurs             |
| ------------------------ | ------------------------- | ------------------------ | ------------ | -------------------- | ---------------------- |
| Malcolm Marx             | 13 juillet 1994           | 80 (115)                 | -            | Kubota Spears        | 2016                   |
| Bongi Mbonambi           | 7 janvier 1991            | 80 (65)                  | Sharks       | Natal Sharks         | 2016                   |
| Marnus van der Merwe     | 17 février 1997 (28 ans)  | 1 (10)                   | -            | Scarlets             | 2025                   |
| Piliers                  |                           |                          |              |                      |                        |
| Vincent Koch             | 13 mars 1990              | 63 (5)                   | Sharks       | Natal Sharks         | 2015                   |
| Wilco Louw               | 20 juillet 1994           | 19 (0)                   | Bulls        | Blue Bulls           | 2017                   |
| Ox Nché                  | 23 juillet 1995           | 42 (0)                   | Sharks       | Natal Sharks         | 2018                   |
| Asenathi Ntlabakanye     | 15 avril 1999             | 2 (0)                    | Golden Lions | Lions                | 2024                   |
| Boan Venter              | 14 avril 1997 (28 ans)    | 2 (5)                    | -            | Édimbourg Rugby      | 2025                   |
| Jan-Hendrik Wessels      | 8 mai 2001                | 5 (5)                    | Bulls        | Blue Bulls           | 2024                   |
| Deuxièmes lignes         |                           |                          |              |                      |                        |
| Lood de Jager            | 17 décembre 1992 (32 ans) | 68 (25)                  | -            | Saitama Wild Knights | 2014                   |
| Eben Etzebeth            | 29 octobre 1991           | 134 (35)                 | Sharks       | Natal Sharks         | 2012                   |
| Ruan Nortjé              | 25 juillet 1998           | 8 (0)                    | Bulls        | Blue Bulls           | 2022                   |
| Franco Mostert           | 27 novembre 1990          | 80 (20)                  | -            | Honda Heat           | 2016                   |
| RG Snyman                | 29 janvier 1995           | 42 (10)                  | -            | Leinster             | 2018                   |
| Troisièmes lignes aile   |                           |                          |              |                      |                        |
| Pieter-Steph du Toit     | 20 août 1992              | 90 (65)                  | -            | Toyota Verblitz      | 2013                   |
| Siya Kolisi              | 16 juin 1991              | 94 (65)                  | -            | Racing 92            | 2013                   |
| Kwagga Smith             | 11 juin 1993              | 54 (45)                  | -            | Shizuoka Blue Revs   | 2018                   |
| Marco van Staden         | 25 août 1995              | 28 (10)                  | Bulls        | Blue Bulls           | 2018                   |
| Troisièmes lignes centre |                           |                          |              |                      |                        |
| Cobus Wiese              | 2 juin 1997               | 2 (0)                    | Bulls        | Blue Bulls           | 2025                   |
| Jasper Wiese             | 21 octobre 1995           | 36 (10)                  | -            | Urayasu D-Rocks      | 2021                   |

| Nom                  | Naissance           | Sélections (Pts marqués) | Franchise      | Club ou province      | Année de 1re sélection |
| Demis de mêlée       | Demis de mêlée      | Demis de mêlée           | Demis de mêlée | Demis de mêlée        | Demis de mêlée         |
| -------------------- | ------------------- | ------------------------ | -------------- | --------------------- | ---------------------- |
| Cobus Reinach        | 7 février 1990      | 41 (70)                  | Stormers       | Western Province      | 2014                   |
| Morné van den Berg   | 24 octobre 1997     | 3 (10)                   | Lions          | Golden Lions          | 2024                   |
| Grant Williams       | 22 juillet 1996     | 20 (25)                  | Sharks         | Natal Sharks          | 2022                   |
| Demis d'ouverture    |                     |                          |                |                       |                        |
| Manie Libbok         | 15 juillet 1997     | 21 (119)                 | Stormers       | Western Province      | 2022                   |
| Sacha Mngomezulu     | 22 février 2002     | 11 (58)                  | Stormers       | Western Province      | 2024                   |
| Handré Pollard       | 11 mars 1994        | 82 (797)                 | Bulls          | Blue Bulls            | 2014                   |
| Centres              |                     |                          |                |                       |                        |
| Damian de Allende    | 25 novembre 1991    | 89 (55)                  | -              | Saitama Wild Knights  | 2014                   |
| André Esterhuizen    | 30 mars 1994        | 21 (5)                   | Sharks         | Natal Sharks          | 2018                   |
| Ethan Hooker         | 20 janvier 2003     | 1 (0)                    | Sharks         | Natal Sharks          | 2025                   |
| Jesse Kriel          | 15 février 1994     | 82 (95)                  | -              | Yokohama Canon Eagles | 2015                   |
| Ailiers              |                     |                          |                |                       |                        |
| Kurt-Lee Arendse     | 17 juin 1996        | 29 (110)                 | Bulls          | Blue Bulls            | 2022                   |
| Cheslin Kolbe        | 28 octobre 1993     | 42 (121)                 | -              | Tokyo Sungoliath      | 2018                   |
| Edwill van der Merwe | 12 avril 1996       | 4 (25)                   | Lions          | Golden Lions          | 2024                   |
| Canan Moodie         | 5 novembre 2002     | 15 (35)                  | Bulls          | Blue Bulls            | 2022                   |
| Arrières             |                     |                          |                |                       |                        |
| Aphelele Fassi       | 23 janvier 1998     | 14 (35)                  | Sharks         | Natal Sharks          | 2021                   |
| Willie le Roux       | 18 août 1989        | 100 (75)                 | Bulls          | Blue Bulls            | 2013                   |
| Damian Willemse      | 7 mai 1998 (27 ans) | 42 (61)                  | Stormers       | Western Province      | 2018                   |

### Joueurs emblématiques

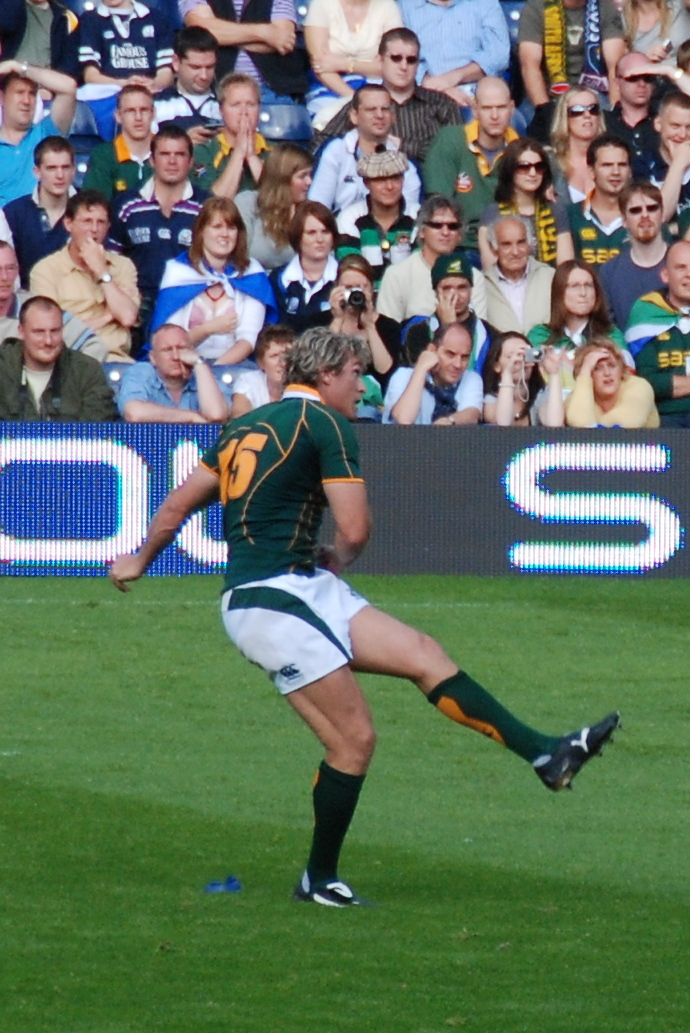
Percy Montgomery

L'équipe d'Afrique du Sud a compté de nombreux joueurs internationaux. Il n’est pas possible de les citer tous ici, on se reportera à Catégorie:Joueur sud-africain de rugby à XV pour en avoir une liste plus complète.
La liste suivante est limitée à des joueurs qui ont au moins 60 sélections en équipe d'Afrique du Sud, plus quelques personnalités marquantes (capitaines des Springboks, membres du Temple international de la renommée du rugby, joueurs comptant moins de sélections mais ayant évolué à une époque où il y avait moins de matchs internationaux).
| - Mark Andrews - Naas Botha - Bakkies Botha - Schalk Burger - Danie Craven - Damian de Allende - Lood de Jager - Dawie de Villiers - Jean de Villiers - Bismarck du Plessis - Morné du Plessis - Fourie du Preez - Frik du Preez - Os du Randt | - Pieter-Steph du Toit - Eben Etzebeth - Jaque Fourie - Danie Gerber - Hendrik Gerber - Bryan Habana - Norman Joordan - André Joubert - Steven Kitshoff - Siya Kolisi - Jesse Kriel - Willie le Roux - Francois Louw - Frans Malherbe - Victor Matfield | - Malcolm Marx - Bongi Mbonambi - Tendai Mtawarira - Percy Montgomery - Franco Mostert - Hennie Muller - Flip Nel - Trevor Nyakane - Bennie Osler - Breyton Paulse - Francois Pienaar - Ruan Pienaar - JP Pietersen - Handré Pollard | - Danie Rossouw - James Small - John Smit - Juan Smith - Joël Stransky - Adriaan Strauss - François Steyn - Morné Steyn - Gary Teichmann - CJ van der Linde - Joost van der Westhuizen - André Venter - Duane Vermeulen - Chester Williams |

Parmi ces joueurs emblématiques, le tableau suivant distingue quelques joueurs qui possèdent le meilleur palmarès en ce qui concerne le nombre de sélections et de titres remportés avec l'équipe d'Afrique du Sud. Par leur activité, ils couvrent la période 1924-2007.
| Joueur                   | Période   | Poste                                  | Capes | Tournois                                                                                    | Distinctions |
| ------------------------ | --------- | -------------------------------------- | ----- | ------------------------------------------------------------------------------------------- | --- |
| Naas Botha ,             | 1980-1992 | Demi d'ouverture                       | 28    | - Trois test matches victorieux contre les Lions (1980)                                     | - Temple international de la renommée - Record national de points de l'époque : 312 points dépassé par Percy Montgomery                                                                      |
| Danie Craven             | 1931-1938 | Demi de mêlée                          | 16    | - grand chelem 1931-1932 - invaincu en série de test match (12 victoires contre 4 défaites) | - Temple international de la renommée |
| Morné du Plessis         | 1971-1980 | Numéro 8                               | 22    |                                                                                             | - Temple international de la renommée - 15 fois capitaine (2 défaites) |
| Frik du Preez            | 1961-1971 | Deuxième ligne ou troisième ligne aile | 38    | - victoires en série de test match contre toutes les grandes nations                        | - Temple international de la renommée - Record sud-africain de sélections de l'époque (38)                                                                                                   |
| Danie Gerber             | 1980-1992 | Centre                                 | 24    |                                                                                             | - Temple international de la renommée - 19 essais en 24 matchs |
| Hennie Muller            | 1949-1953 | Numéro 8                               | 13    | - grand chelem 1951-1952 - invaincu en série de test match (12 victoires contre 1 défaite)  | - Temple international de la renommée |
| Bennie Osler             | 1924-1933 | Demi d'ouverture                       | 17    | - grand chelem 1931-1932                                                                    | - Temple international de la renommée |
| Francois Pienaar         | 1993-1996 | Troisième ligne aile                   | 29    | - Champion du monde 1995                                                                    | - Temple international de la renommée - 29 fois capitaine en 29 sélections |
| Joost van der Westhuizen | 1993-2003 | Demi de mêlée                          | 89    | - Champion du monde 1995 - Vainqueur de la Currie Cup en 1998 et en 2002                    | - Temple international de la renommée - Record sud-africain de sélections de l'époque (89) dépassé par Percy Montgomery - Record sud-africain d'essais (38) dépassé en 2011 par Bryan Habana |

### Entraîneurs notables
Danie Craven devient entraîneur de l'équipe en 1949. Il entame sa nouvelle carrière en remportant 4 victoires à 0 une série contre l'autre grand du rugby mondial, les All Blacks, ce qu'aucune autre équipe n'avait jamais réalisé, et n'a réalisé depuis. Puis, il mène les Springboks à une tournée triomphale dans les îles Britanniques et en France, au cours de laquelle ils remporteront 30 de leurs 31 matchs, dont un grand chelem contre les cinq équipes du Tournoi des Cinq Nations. Avec une victoire supplémentaire contre l'Australie, les Springboks restent invaincus pendant dix matches, une éternité à l'époque, avant de tomber lors du deuxième test de 1953 contre les Wallabies. Au total, il conduit son équipe à 17 victoires lors des 23 tests qu'il aura dirigés en tant qu'entraîneur.
| Entraîneur        | Période d’activité |
| ----------------- | ------------------ |
| Ian McIntosh      | 1993-1994          |
| Kitch Christie    | 1994-1995          |
| Andre Markgraaff  | 1996               |
| Carel du Plessis  | 1997               |
| Nick Mallett      | 1997-2000          |
| Harry Viljoen     | 2000-2002          |
| Rudolf Straeuli   | 2002-2003          |
| Jake White        | 2004-2007          |
| Peter de Villiers | 2008-2011          |
| Heyneke Meyer     | 2011-2015          |
| Allister Coetzee  | 2016-2017          |
| Johan Erasmus     | 2018-2020          |
| Jacques Nienaber  | 2020-2023          |
| Johan Erasmus     | 2024-              |

Kitch Christie dirige les Springboks d'octobre 1994 à novembre 1995. Avec son capitaine Francois Pienaar, il gère au mieux un groupe qui compte avec lui 14 victoires en 14 matchs. Il offre à un pays uni et réconcilié le trophée tant convoité, la coupe du monde.

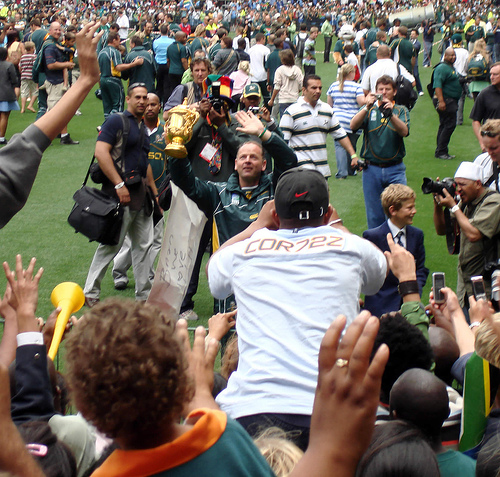
Jake White

Nick Mallett devient entraîneur de l'équipe en 1997. Sous sa direction, les Springboks réalisent une série record de dix sept matchs victorieux consécutifs, série qui s'achève en décembre 1998 contre les Anglais à Twickenham. La même année, l'Afrique du Sud remporte le tri-nations 1998. La coupe du monde 1999 est réussie : larges victoires contre l'Italie puis l'Angleterre (44-21), élimination en demi-finale par les futurs vainqueurs, les Australiens. L'exclusion de Teichman, ses critiques publiques envers la SARFU, l'obligent à démissionner de son poste en 2000 sur un bilan de 38 matchs pour 27 victoires.
Jake White entraîne l'équipe d'Afrique du Sud de 2004 à 2007. Les Springboks enlèvent le Tri-nations en 2004, une victoire qui leur échappe depuis 1998. En 2005 ils remportent de nouvelles victoires contre les Wallabies et les All Blacks (seule défaite des Blacks en 2005). Les résultats des Springboks sont cependant moins bons en 2006, mais Jake White croit au potentiel de ce groupe et prépare sereinement la coupe du monde 2007.
La coupe du monde est réussie tant sur le plan du jeu que sur les résultats. Les Springboks sont invaincus pendant la compétition, ils possèdent le meilleur réalisateur de l'épreuve, Percy Montgomery, et le meilleur marqueur d'essais, Bryan Habana, qui est désigné comme le meilleur joueur de rugby à XV de l'année par l'IRB. Après ce succès en coupe du monde 2007, Jake White démissionne et quitte effectivement son poste à la fin de la saison 2007.
De 2008 à 2011, Peter de Villiers dirige les Springboks. Heyneke Meyer devient le sélectionneur en 2012.

## Aspects socio-économiques

### Popularité du rugby à XV en Afrique du Sud

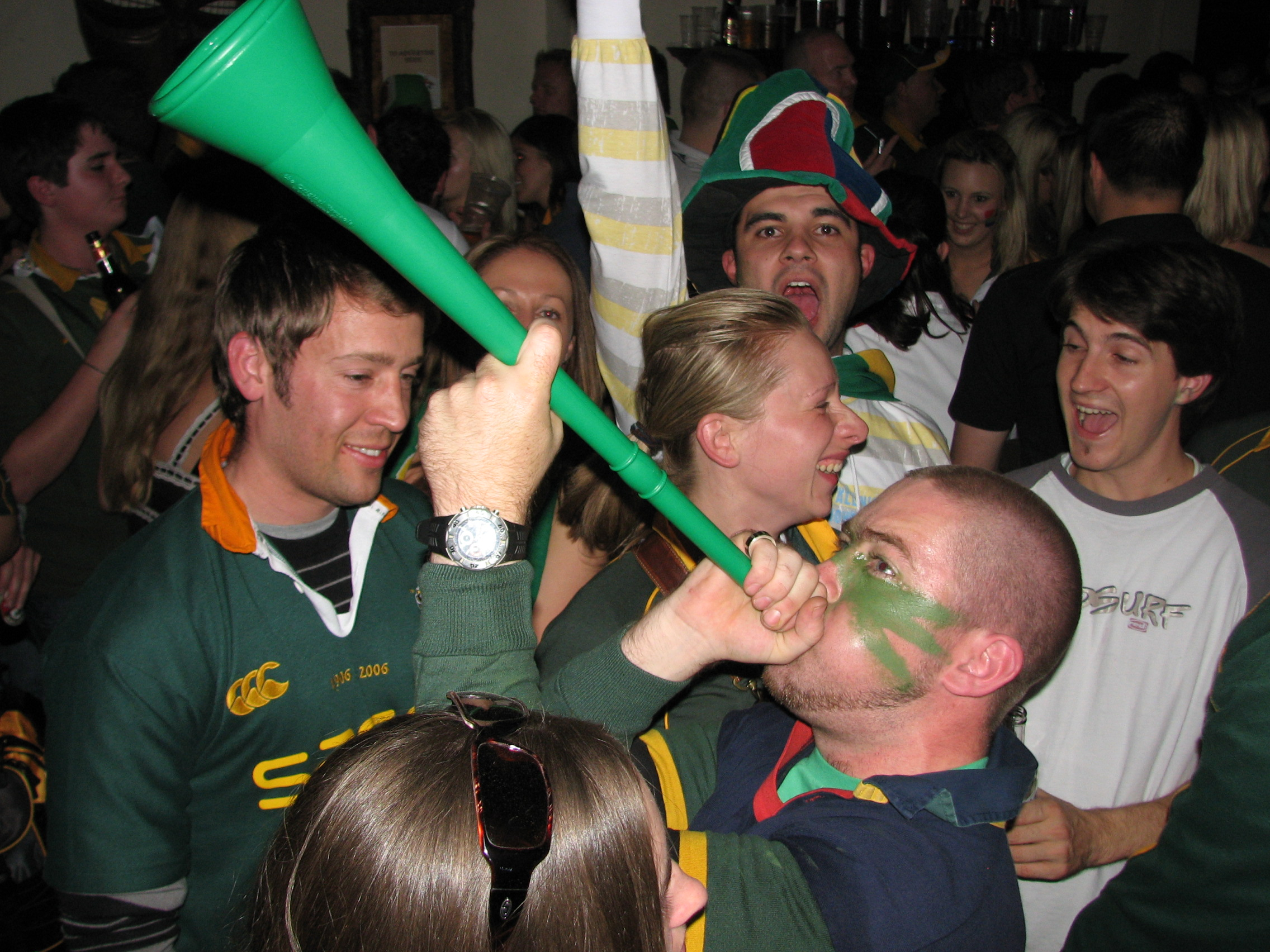
Scène de liesse en 2007

L'Afrique du Sud a compté des succès sportifs dans des domaines autres que le rugby à XV, notamment en football. Vainqueur de la CAN 1996 à domicile, puis qualifiée pour les phases finales des Coupe du monde 1998 et 2002, l'Afrique du Sud organise la Coupe du monde 2010, c'est la première fois qu'un pays africain organise une phase finale. L'équipe d'Afrique du Sud de cricket est une des dix meilleures équipes mondiales. Mais c'est de loin le rugby à XV qui lui a procuré le plus grand nombre de succès et une plus grande visibilité dans le monde.
Contrairement aux Australiens, aux Néo Zélandais, aux Anglais ou aux Gallois, jamais le rugby à XIII n'a pu s'implanter et concurrencer sérieusement le rugby à XV. De timides tentatives ont été contrecarrées vigoureusement par la Fédération de rugby à XV dans les années 1950 et 60. Le rugby à XIII sera finalement banni par le régime de l'Apartheid , . Quelques fameux joueurs sont alors partis jouer à XIII dans les clubs professionnels anglais, à l'instar de Tom Van Vollenhoven. Il n'existe, début des années 2000, que quelques clubs amateurs réunis dans la Rugby League d'Afrique du Sud. L'équipe nationale, les « Rhinos » a néanmoins participé à deux Coupes du Monde en 1995 et 2000.
Le rugby à XV est très populaire en Afrique du Sud, celui qui est pratiqué de préférence par les sportifs les plus talentueux du pays et celui qui attire le plus de spectateurs chez la minorité blanche. Depuis les premiers succès de l'équipe sud-africaine au début XXe siècle, le rugby à XV a permis à l'Afrique du Sud d'être mieux connue sur le plan international. Près d'un siècle plus tard, les succès des Springboks lors des coupes du monde de 1995, 2007, 2019 et 2023 ont fait d'elle une grande nation du sport.
Depuis près de cent ans les Sud-Africains sont fiers des performances de leur équipe de rugby à XV, les Springboks sont connus dans le monde entier, même par des non spécialistes du rugby.

### Intégration raciale
À partir de 1906, quatre ans seulement après la seconde guerre des Boers qui a divisé le pays opposant les « Afrikaners » aux « Coloniaux britanniques », les Springboks rassemblent les deux parties autour d'un maillot, d'une cause : battre les équipes de rugby à XV britannique et irlandaise, puis plus tard les équipes australes.
Le rugby va progressivement devenir l'apanage de la communauté afrikaner dès les années 1920 et la langue afrikaans s'imposer comme langue de travail à égalité avec l'anglais dès 1930. Parallèlement, les étudiants originaires de l'université afrikaner de Stellenbosch vont dominer les sélections provinciales (Transvaal) et internationales.
Cette place donnée au rugby par les Afrikaners s'explique d'abord par son rôle intégrateur entre les deux communautés anglaises et afrikaners mais aussi par le fait que les vaincus de la seconde guerre des Boers trouvent dans ce sport de combat collectif, rude, dur, où il faut s'imposer pour « survivre », un corollaire à leurs fondements identitaires. Ceux-ci se basent notamment sur la conception d'appartenance à un même peuple, soudé par son histoire, sa religion et sa culture, langue comprise mais aussi par le mode de vie des Boers du XIXe siècle, leur lutte pour l’existence contre les Anglais et les populations africaines. Le rugby va ainsi constituer au cours de la première moitié du XXe siècle, un instrument privilégié de reconnaissance culturelle commune à tous les Afrikaners et par conséquent une véritable assise favorable à la divulgation du nationalisme afrikaner. Non seulement, l'université de Stellenbosch va ainsi devenir une pépinière de joueurs de rugby mais la South African Rugby Board elle-même sera infiltrée par les membres de l'Afrikaner Broederbond, la société secrète dont l'ambition est de promouvoir et défendre les intérêts des Afrikaners en Afrique du Sud face aux anglophones et aux noirs. Ainsi, entre 1960 et 1972, sur un total de 58 rencontres, les 52 titulaires du capitanat springbok seront des Afrikaners membres du Bond.
Par contre, la majorité noire a assimilé le rugby au pouvoir blanc et les ghettos de Soweto ont longtemps aimé exclusivement le football, délaissant le rugby ou même supportant les adversaires des Springboks.
En 1995, une nation unie a soutenu les Springboks. La victoire de ces derniers lors de la coupe du monde de rugby de 1995 fut considérée par de nombreux commentateurs et hommes politiques comme un symbole de la fin de l'apartheid et de la marche en avant vers la réconciliation des Sud-Africains. Une image symbolise le fait que la victoire des Springboks a favorisé la réconciliation des blancs et noirs en Afrique du Sud, ce fut celle du président Nelson Mandela et de l'archevêque Desmond Tutu portant tous deux le maillot des Boks.
Pendant la période qui sépare les coupes du monde de 1995 et 1999, le rôle symbolique des Springboks dans la politique de réconciliation montre cependant ses limites car la composition de l'équipe sud-africaine donne lieu à de nombreuses discussions et contestations, notamment sur le fait qu'elle comprend peu de joueurs noirs et que des quotas devraient être imposés.

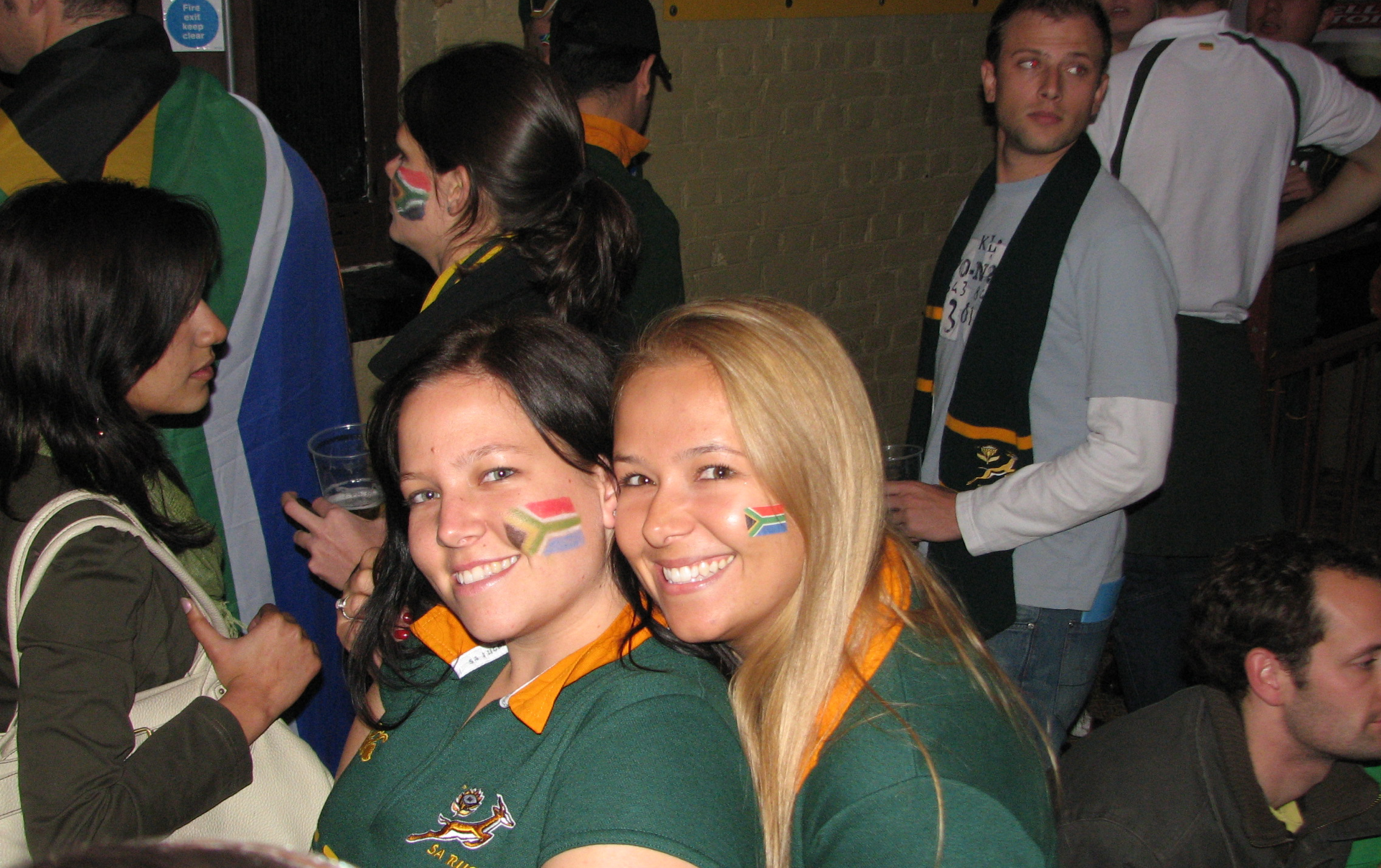
La fête le 20 octobre 2007 à Londres

Mais l'intégration de joueurs métis et noirs ne s'est pas faite sans scandale et facilement. Le président Thabo Mbeki, au lendemain de la victoire dans la Coupe du monde 2007, demande que l'Afrique du Sud soit prête à perdre un ou deux matchs s'il le faut pour atteindre le but de l'intégration raciale.
Le club de rugby de Soweto a été créé en 1998, des clubs comme celui-ci font que près de la moitié des 450 000 pratiquants du pays sont noirs ou métis en 2007. Mais le groupe des trente Springboks de la Coupe du monde 2007 reflète un déséquilibre : deux métis sur les quinze joueurs titulaires, six joueurs noirs, métis ou indiens sur les trente pour une moitié des pratiquants qui sont joueurs noirs, métis. Il est prévu que l'équipe parade à travers tout le pays. Les responsables de la fédération sud-africaine annulent la présentation prévue à Soweto, sous des prétextes de logistique et font marche arrière devant l'indignation soulevée. Ce sont toutefois tous les Sud-Africains qui fêtent ensemble le titre de champion du monde.
En 2015, Jurie Leroux, président de la fédération constate le maintien d'inégalité et décide alors de mettre en place une politique de quota dès la coupe du monde 2015 où sept joueurs non-blancs devront disputer la compétition. Il justifie cette décision en déclarant : « C'est maintenant un fait que la majorité des supporteurs et des joueurs de rugby, à l'école et en clubs, sont des Noirs, 84 % des moins de 18 ans dans ce pays sont noirs, et nous voulons qu'ils jouent avec nous ».
En avril 2016, le ministre des sports Fikile Mbalula, annonce que les fédérations sportives, dont la fédération de rugby, se verront imposer des quotas de joueur. La fédération Sud-africaine nomme le second sélectionneur noir de l'histoire de l'équipe, Allister Coetzee, espérant ainsi plus d'égalité dans la sélection nationale et souhaitant arriver à 50 % de joueurs non-blancs en sélection nationale en 2019.

### Expatriation des joueurs
Le rugby à XV étant resté un sport amateur jusqu'en 1995, les joueurs n'ont pas pu bénéficier pendant longtemps de leurs performances et valoriser leur talent en Afrique du Sud ou à l'étranger. Cette situation a changé avec l'avènement du professionnalisme en 1995, de nombreux joueurs sud-africains se sont expatriés en Europe pour avoir des contrats plus lucratifs que dans leur pays. Plusieurs joueurs springboks renommés sont venus jouer en Angleterre, en France, en Irlande, au pays de Galles ou en Italie. C'est le cas par exemple de Naas Botha (Italie), Francois Pienaar (Angleterre), Percy Montgomery (pays de Galles et France), Stefan Terblanche (pays de Galles), Cobus Visagie (Angleterre), Grant Esterhuizen (France), Butch James (Angleterre), Victor Matfield (France), John Smit (France) et Ashwin Willemse (France). La fédération a longtemps rendu inéligibles (pour la sélection) les joueurs expatriés pour promouvoir le championnat national. Jake White décide en 2004 de s'autoriser à aligner des joueurs ne jouant pas en Afrique du Sud comme Percy Montgomery et Jaco van der Westhuyzen.
À la suite de nouveaux départs en Europe et face aux difficultés connues par la sélection nationale, la fédération Sud-Africaine interdit la sélection des expatriés ayant moins de 30 sélections internationales à leur actif à compter du 1er juillet 2017.

### Couverture télévisuelle et revenus
La SARFU a mandaté la SA Rugby (Pty) Ltd pour manager la branche professionnelle du rugby sud-africain. Dès 2000, cette activité représente un chiffre d'affaires de 400 millions de rands (ou 40 millions d'euros) en droits de retransmission, revenus par les sponsors, ventes de tickets. SA Rugby a conclu alors un accord avec Supersport pour la retransmission exclusive des matchs des Springboks.
L'intégration de l'Afrique du Sud à la Coupe du monde de rugby, la création du SANZAR et la notoriété acquise par le Tri-nations et le Super 14 ont attiré plus de sponsors dans le rugby, ce qui a profité aux meilleurs joueurs qui ont pu avoir de meilleurs contrats.
Les droits de retransmission télévisuelle du Tri-nations et du Super 14 et la visualisation de marques sur les panneaux publicitaires dans les stades représentent des sources de revenu importantes pour l’économie sud-africaine, on peut ajouter aussi la vente de maillots des Springboks.
Plusieurs grands groupes industriels sponsorisent le rugby à XV et, en particulier, le Tri-nations. Pour ces groupes, le rugby représente l'esprit d'équipe, la convivialité, la solidarité, la puissance. Autant de valeurs auxquelles ils souscrivent et souhaitent être associés. Les sponsors bénéficient d'une excellente visibilité pendant la retransmission des matchs.